# 深夜食堂 (テレビドラマ)
『深夜食堂』（しんやしょくどう）は、安倍夜郎による漫画『深夜食堂』を原作としたテレビドラマである。日本のほか、韓国、中国・台湾において、各々の言語で製作された。

## 日本語
アミューズほかの製作による連続テレビドラマシリーズ。第一部（第1シリーズ）から第三部までTBSテレビ系で、加えて日本国外21か国でも放送された。第四部及び第五部は、Netflixのオリジナル・シリーズとなり「全世界」に配信されている。

### 第一部
第一部は『深夜食堂』の番組名（作品名）で2009年10月期に放送された。放送開始前にTBSテレビ（TBS）などが、「ナビ番組」として『ドラマ「深夜食堂」いよいよ開店！営業直前スペシャル』を放送した。毎回人気を呼び、深夜帯ながら2%台後半の視聴率を獲得する回もあった。2009年10月度の月間ギャラクシー賞及び第47回ギャラクシー賞テレビ部門選奨を受賞した。ファミリーマートでは、テレビドラマ化記念と銘打ち、2009年11月10日から日本国内店舗で「コラボ商品」として惣菜3品を販売した。最終回放送直前の2009年12月12日に全話収録の日本国内向け「DVD-BOX」発売を発表、2010年4月23日に発売した。「DVD-BOX」は「ディレクターズカット版」とされ、前述の『ドラマ「深夜食堂」いよいよ開店！営業直前スペシャル』など特典映像も収録されている。台湾では、公共電視文化事業基金會が2013年1月9日より放送した。小林薫を主役とする遠藤日登思の企画に安倍夜郎が賛同し映像化が決まったが、小林薫は出演にあたり演出に拘り映画監督松岡錠司の起用を希望した。松岡錠司は映画界のスタッフを集めた。CMディレクター出身の安倍夜郎は、連載当初からドラマ化は可能だと考えていたという。このようにして制作された第一部だったが、投じられた資金が回収できず商業的には失敗に終わった。しかし、第二部の放送により第一部の再放送やDVD販売など追加需要が生まれ、最終的に収支は黒字化できたとしている。製作局の毎日放送（MBS）では2010年5月、第二部放送開始直前の2011年10月及び2020年に再放送した。
スタッフ
- 企画 - 遠藤日登思（アミューズ）、日高英雄（MBS）
- プロデューサー - 森谷雄（アットムービー）、登坂琢磨（MBS）
- 監督 - 松岡錠司、山下敦弘、及川拓郎、登坂琢磨（MBS）
- 脚本 - 真辺克彦、向井康介、及川拓郎、和田清人
- 撮影 - 大塚亮、宮本亘
- 照明 - 木村明生、高瀬隆治
- 録音 - 和久井良治
- 美術 – 原田満生、杉本亮
- 装飾 - 茂木豊
- 衣裳 - 宮本まさ江
- ヘアメイク - 豊川京子
- フードスタイリスト - 飯島奈美
- 編集 - 普嶋信一、中村記也
- 助監督 – 武居正能
- 制作担当 - 相良晶
- アシスタントプロデューサー - 盛夏子
- 音楽 – 鈴木常吉、NARASAKI
- 企画 - アミューズ、MBS
- 制作 - アットムービー・クリエイティヴ
- 製作 - 「深夜食堂」製作委員会（アミューズ / MBS / ファミマ・ドット・コム / RKB / 電通キャスティング・アンド・エンタテインメント）

テーマ曲
- 主題歌 - MAGIC PARTY「Believe in Paradise」（アミューズソフトエンタテインメント）
- オープニング曲 - 鈴木常吉「思ひ出」（アルバム「ぜいご」より）
- 挿入歌 - 鈴木常吉「お茶碗」「疫病の神」「石」「父のワルツ」（アルバム「ぜいご」より）

キャスト
キャスト名横の表記は出演回で、第一部からの通算話数を表示。
主人公
マスター
演 - 小林薫
「めしや」のマスター。本名・経歴不明。飄々とした人柄で、左顔面にワケありの傷跡をもつ。その傷跡が常連客・カタギリとの因縁に関するものと窺わせる。また、ドラマオリジナル設定で注文を受ける際、常に「あいよ」と返事をする。
レギュラー
忠さん
演 - 不破万作（第1,2,6-16,18 - 24,26,28,30,31,33,35 - 50話）
「めしや」の常連。常にデニム地のキャップをかぶっている。
謎の男
演 - オダギリジョー（第1,2,6,7,9,10,13,16,19,20,34,49話）
「めしや」の常連客。いつも和装で来店し、カウンターにピーナッツを並べ、客たちの会話を聞きながら酒を嗜む。素性など謎に包まれているが、マスターの左目に傷を負わせた張本人で、過去に因縁がある。ユキに占ってもらったのを機に、自分の心を探しに旅立った。口癖は「人生なめんなよ」。第34話で再登場し、ユナの実家のオムライス屋の常連客になっている。
ミキ
演 – 須藤理彩（第2,3,5,7,8,10,11,16,21,24,30,34,37,39,40,42,44,45,49,50話）
30歳代のOLで「めしや」常連。「お茶漬けシスターズ」の「梅」。
ルミ
演 - 小林麻子（第2,3,5,7,8,10-12,14,16,19-21,24,25,27,30,31,33,34,36-42,44-46,49,50話）
30歳代のOLで「めしや」常連。「お茶漬けシスターズ」の「たらこ」。
カナ
演 - 吉本菜穂子（第2,3,5,7,8,10,11,20,24,25,30,36-38,40,42,44,45,50話）
30歳代のOLで「めしや」常連。「お茶漬けシスターズ」の「鮭」。
小道
演 - 宇野祥平（第1,5,6,9-11,13,14,17-21,23-28,30,31,34-36,39,40,42-44,46,50話）
フリーカメラマンで、「めしや」の常連。
小寿々さん
演 - 綾田俊樹（第1,8-12,17,20,24,28,30,31,35,36,40,43,45,49,50話）
ゲイバーを経営するゲイ歴48年のママで、「めしや」の常連。密かに竜を慕っている。甘い味付けの卵焼きを好む。
金本
演 - 金子清文（第2,6,7,10,12,14,17,19,20,22,23,25,30,31,33,40,42,46-50話）
「めしや」の常連客。大学に通いながら、新聞配達をしていたが、酒を覚えてから両方ともドロップアウトした過去があると独白。
マリリン松嶋
演 - 安藤玉恵（第1,9,10,19,20,26,30,40,43,47,49,50話）
ストリッパーで「めしや」の常連。惚れやすく男の好みに染まりやすく、かつ別れやすいタイプ。「めしや」の常連客にもダンサーとしての彼女に対するファンが多い。福島県の山間部出身。
足立
演 - 足立智充（第1,5,10-12,18話）
野口の部下。サヤの兄。母子家庭で歳の離れた妹の面倒を見ていたが、高校卒業と同時に別れて暮らすようになる。「めしや」の常連となり、いつも豚の生姜焼き定食を注文する。
八郎
演 - 中山祐一朗（第4,7,10,19,21,26,27,30,34,38,40,44,47,50話）
地方労働者で「めしや」の常連。エレクト大木のAVのDVDを自らのバイブルとして、常に持ち歩いている。
竜ちゃん
演 - 松重豊（第1,10,11,20,28,30,40,45,49,50話）
地周りのヤクザ・鬼島組の幹部で、「めしや」の常連。過去の想い出から、タコの形で炒めた赤いウインナー炒めを好む。
ゲン
演 - 山中崇（第1,10,11,12,20,24,28,30,35,40,41,49,50話）
健太の実父で竜の手下。竜を襲撃した敵対するヤクザ組織の若頭を刺し、行方をくらましていた。第1話での囮の襲撃により右の掌に刃物傷の跡がある。
安西
演 - 剣持直明（第4,8,14,15,20,40話）
地方労働者で「めしや」の常連で、いつも学生時代からの友人で同僚の諏訪と来店する。風見倫子のファンクラブの元会員で会員番号は44番と自称。
ゲスト

第1話
みゆき
演 - 田畑智子（第1,2話）
売れない演歌歌手だったが、「めしや」に通う内に作詞家と出会い大スターの道を歩み始めるも、病に倒れ早逝する。温かいご飯に醤油と鰹節をのせた「猫まんま」が好物である。
ホスト
演 - 松本寛也
鬼島組の息がかかったホストクラブのホスト。「めしや」で夕食を摂っていた際、竜と来店したゲンに追い出される。
竜を襲撃した男
演 - 井上幸太郎
ホスト風の若者。囮となってゲンに斬りつけて竜に隙を与えた。
竜を襲撃したホームレス
演 - 中川智明
ガード下のホームレスを装って竜を襲撃したヒットマン。囮の襲撃で油断した竜に深傷を負わせた。
カップル
演 - 菅原由理子、飯田隆裕（第6話）
第2話
みゆき
第1話を参照。
みゆきのマネージャー
演 - 本井博之
作詞家の先生
演 - 田口トモロヲ
「めしや」の常連客。みゆきに「まよい猫」の詞を提供し売れっ子への転機を与える。
第3話
ジュン
演 - 玄覺悠子（第8話）
ゲイバー「紫の上」に勤めるニューハーフ。高校時代は陸上競技の経験がある。「めしや」においては、人目を気にせず交際相手の吉田と、納豆の口移しなどをして楽しんでいる。
吉田
演 - 岩瀬亮（第8話）
ジュンの交際相手。ジュンの強精力をもてあましている。
ルミの見合い相手
演 - 二階堂栄
ルミが、男縁の無い現状を打破しようと、実母の世話を口実に九州へ帰郷し見合いを行った相手。結果は不調に終わる。
サラリーマン
演 - 山中雄輔
第4話
エレクト大木
演 - 風間トオル（第4,38話）
カリスマAV男優。注文はいつも決まってポテトサラダ。職業柄、実家に疎まれ足が遠のいていたが、母親の体調悪化の知らせを受け、意を決して20年振りに帰省。しかし、母は認知症で息子を認知出来なくなっていながらも、息子を気にかけ続けているという思いを知り、無沙汰をしてきたことに後悔の念にかられる。
田中
演 - 田中聡元
「めしや」で偶然居合わせたエレクト大木に弟子入りを志願し、本人の熱意と常連客たちの後押しもあって認められる。デビューの前日に母親が軽い脳梗塞で入院した知らせを聞くも帰郷を拒む。大木の強い勧めで帰省し、病床の母と面会を果たす。
諏訪
演 - 川島潤哉（第4,8話）
「めしや」の常連で、いつも安西と来店する。エレクト大木を神、風見倫子を女神と崇めている。倫子のファンクラブの元会員で会員番号は45番と自称。
大木弥生
演 - 阿部ユキ
郷里に暮らす大木の妹。
AVスタッフ
演 - 栗原寛孝
大木の母
演 - 佐々木すみ江
郷里に暮らす大木の母親。妹の婚礼を機に帰省した息子の職業を忌み嫌い、追い返す。20年振りに帰省した大木と再会するが、認知症が進み大木の顔すら分からなくなっていた。
第5話
戸山
演 - 岩松了（第21話）（青年期：永本佳以）
著名な料理評論家。ゴローとの再会を切っ掛けに、函館にいる姉・律子との復縁を取り持つ。特に思い入れのある「バターライス」など、本来は料理評論家にあるまじきB級グルメを好み「めしや」の常連となる。
ゴロー
演 - あがた森魚（青年期：松尾英太郎）
毎週木曜日の夜にギター流しを行う、「めしや」の常連。木曜の夜にふらっと現れ、1曲披露するかわりにマスターから食事を無料でサービスしてもらっている。十八番は「函館の女」。工場の作業中の事故で左手指に障碍が残り、ギター演奏が出来なくなる。遠い過去に戸山の姉・律子と交際していたが、経済状況などから自ら結婚せず身を引いた過去をもつ。戸山の取り持ちによって、函館に帰省し律子の店の手伝いを始める。
戸山のマネージャー
演 - 柿丸美智恵
「めしや」のファンとなった戸山に連れられて、バターライスを食べに行く。当初は嫌がっていたが、その美味しさに驚きを見せる。
フランス料理店のマネージャー
演 - 澤田育子
戸山の高評価が得たくて戦々恐々としている。
フランス料理店のシェフ
演 - 岡野真那美
戸山の高評価が得たくて戦々恐々としている。
工場長
演 - 竹田君
ゴローが昼間勤めている工場の工場長。人手不足から残業を依頼したことが、ゴローの事故につながる。
戸山律子
演 - ともさと衣
戸山の姉。ゴローと付き合っていたが、親が決めた許婚の元に行く。しかし、やはりゴローを慕う念を断ち切れず戻ってきたが、すでにゴローは旅立った後であった。その後、独り身で函館市内でスナックを経営していたが、戸山の取り持ちで帰省したゴローと復縁する。
お客
演 - ゆかわたかし
第6話
カッちゃん
演 - 音尾琢真
プロボクサーで、「めしや」の常連たちにもファンが多い。試合に勝利した日には、「めしや」に寄ってカツ丼を注文するのが習慣となっている。低位ランカーの常で、本業だけでは食っていけず、働きながらトレーニングを積んでいるが、先行きに漠然とした不安感を抱いている。「めしや」の常連客でもあるホステスのアケミに好意を持つ。そんな折、伸び盛りの高位ランカーとの試合が組まれる。先方は噛ませ犬として川田を選んだに過ぎなかったが、川田はこの試合に勝って高位ランカー入りし、安定した収入を得る道を掴んでアケミにプロポーズしようと決心し、仕事を辞めて試合準備に精進するが、結果は惨敗する。
アケミ
演 - 霧島れいか
死別母子家庭のホステス。長女マユと2人暮らしで、時折マユを連れて「めしや」へ食事に訪れる。川田とは「めしや」で顔を合わせる度に親近感を持つようになる。川田から、上位ランカーとの試合への観戦チケットを添えて招待される。
マユ
演 - 桑島真里乃
アケミの長女。川田にカツ丼をふるまわれるなどして、川田を慕っている。
スナックの客
演 - 有川マコト、浦井大輔、夏目慎也
カップル
演 - 菅原由理子、飯田隆裕（第1話）
第7話
中島
演 - 田中圭
新聞奨学生。食パンを持ち込み、タマゴサンドを注文する。「めしや」で出会ったリサに想いを寄せていくが、自分との境遇の違いを感じたことから発した一言で、リサを失うことになる。
リサ
演 - 村川絵梨
駆け出しのタレント。「めしや」で偶然出会った中島にタマゴサンドをもらったことで親しくなるが、仕事が忙しくなるにつれ互いの気持ちがすれ違う。中島から言われたある一言に傷つき、同時期に交際を始めた実業家との結婚を決意する。
大学生
演 - 和田成正
藍川リサのマネージャー
演 - 吉永秀平
プロデューサー
演 - 山本剛史
第8話
風見倫子
演 - YOU（幼少期：上田祝華）
高知県出身の往年のアイドル。アイドル当時青少年だったファンが多い。ファンの間では、彼女の「目玉焼きのせソース焼そば」好きは有名だったが、このメニューには彼女の切ない過去への思い出があった。主演映画「川歌」の撮影でNGを連発して落ち込むなか、めしやで四万十川の青ノリをまぶした目玉焼きのせソース焼きそばを食べて幼いころを思い出し、スランプを克服。その年の映画賞で主演女優賞を受賞する。
茂樹
演 - でんでん
ホームレス。マスターの落とした財布を届けに「めしや」を訪れ、お礼に食事をサービスしてもらった際、風見と「目玉焼きのせソース焼そば」の話題になり、四万十川の青ノリを加えるとおいしくなると助言する。ホームレス仲間の髪を切るなど、器用な一面を持つ。風見の映画を観に行き号泣したり彼女の新聞記事を切り抜くなど、失踪した風見の父親と示唆するシーンがある。
映画「川歌」の共演者
演 - 小倉馨
映画「川歌」の監督
演 - 土井よしお
アイドル出身の風見の演技に納得がいかず、本人や周囲に八つ当たりする。
映画「川歌」の助監督
演 - 今西健太
ジュン
演 - 玄覺悠子（第3話）
第3話を参照。
吉田
演 - 岩瀬亮（第3話）
第3話を参照。
諏訪
演 - 川島潤哉（第4,8話）
第4話を参照。
第9話
八千代
演 - りりィ（少女期：TAMAYO）
往年に一世を風靡した大ストリッパー。気まぐれで新宿付近に投宿している。「めしや」で顔を合わせた縁からマリリンに慕われ、ストリッパーの大先輩として、マリリンに大きな感傷を残しつつ去って行く。
風間ミッチェル
演 - 米村亮太朗
ミュージカルに出演する若手俳優。過去、マリリンと同じ俳優養成所で汗を流していた。
第10話
健太
演 - 中村咲哉
ゲンの息子。母親、義理の父親とドイツ・デュッセルドルフ市へ移住することになる。日本を離れる前、実の父親・ゲンに会いたいと思い、毎年届いていたバースデーカードの住所を頼りに「めしや」を訪れる。
ユキ
演 - 石川真希
「めしや」の常連の占い師。カタギリとゲンを占い、ふたりの進む道を導き出した。
刑事
演 - 光石研
対立組織の幹部を刺して逃亡しているゲンを、警察の手を煩わせずに出頭させろと竜に申し入れる。

#### 放送一覧
| 回 | 通算話数 | 放送局 | 放送日          | サブタイトル           | サブタイトルのメニュー以外の出てきた料理 （豚汁定食は除く）                      | 脚本     | 監督     |
| -- | -------- | ------ | --------------- | ---------------------- | -------------------------------------------------------------------------------- | -------- | -------- |
| 1  | 第一話   | MBS    | 2009年 10月10日 | 赤いウインナーと卵焼き | 焼きたらこ、豚肉の生姜焼き、 アジフライ、ピーナッツ                              | 真辺克彦 | 松岡錠司 |
| 2  | 第二話   | MBS    | 10月17日        | 猫まんま               | お茶漬け、卵焼き、おにぎり、ピーナッツ                                           | 向井康介 | 松岡錠司 |
| 3  | 第三話   | MBS    | 10月24日        | お茶漬け               | 納豆                                                                             | 及川拓郎 | 及川拓郎 |
| 4  | 第四話   | MBS    | 10月31日        | ポテトサラダ           | 特製スタミナ定食                                                                 | 及川拓郎 | 及川拓郎 |
| 5  | 第五話   | MBS    | 11月7日         | バターライス           | お茶漬け、豚肉の生姜焼き、厚揚げ、小豚汁、 和牛のポアレ赤ワインソース クネル添え | 和田清人 | 登坂琢磨 |
| 6  | 第六話   | MBS    | 11月14日        | カツ丼                 | 卵焼き、ホッケ、親子丼、ピーナッツ                                               | 真辺克彦 | 松岡錠司 |
| 7  | 第七話   | MBS    | 11月21日        | タマゴサンド           | ハムサンド、マカロニサラダ、お茶漬け、ピーナッツ                                 | 真辺克彦 | 山下敦弘 |
| 8  | 第八話   | MBS    | 11月28日        | ソース焼そば           | 卵焼き、お茶漬け、納豆                                                           | 及川拓郎 | 及川拓郎 |
| 9  | 第九話   | MBS    | 12月05日        | アジの開き             | ピーナッツ                                                                       | 向井康介 | 山下敦弘 |
| 10 | 第十話   | MBS    | 12月12日        | ラーメン               | 卵焼き、豚肉の生姜焼き、お茶漬け、 オレンジジュース、ピーナッツ、焼きガニ        | 真辺克彦 | 松岡錠司 |

#### ネット局
| 放送地域       | 放送局                    | 放送期間                                                              | 放送日時 | 備考                                    |
| -------------- | ------------------------- | --------------------------------------------------------------------- | --- | --------------------------------------- |
| 近畿広域圏     | 毎日放送（MBS）           | 2009年10月10日 - 12月12日（本放送） 2010年5月10日 - 6月21日（再放送） | 土曜 0時29分 - 0時59分（金曜深夜）（本放送） 5月10日 0時50分 - 1時50分（9日深夜）（第一話・第二話） 5月24日 1時50分 - 2時20分（23日深夜）（第三話） 5月31日 0時50分 - 1時20分（30日深夜）（第四話） 6月7日 0時50分 - 1時50分（6日深夜）（第五話・第六話） 6月14日 1時50分 - 2時50分（13日深夜）（第七話・第八話） 6月21日 1時50分 - 2時50分（20日深夜）（第九話・最終話） | 製作局                                  |
| 関東広域圏     | TBSテレビ（TBS）          | 2009年10月15日 - 12月17日                                             | 木曜 0時34分 - 1時04分（水曜深夜） |                                         |
| 岡山県・香川県 | 山陽放送（RSK）           | 2009年10月15日 - 12月17日                                             | 木曜 23時59分 - 翌0時29分 |                                         |
| 青森県         | 青森テレビ（ATV）         | 2009年10月20日 - 12月22日                                             | 火曜 0時00分 - 0時30分（月曜深夜） |                                         |
| 長崎県         | 長崎放送（NBC）           | 2009年10月28日 - 2010年1月13日                                        | 水曜 0時50分 - 1時20分（火曜深夜） |                                         |
| 福岡県         | RKB毎日放送（RKB）        | 2009年11月4日 - 2010年1月20日                                         | 水曜 0時59分 - 1時29分（火曜深夜） | 製作委員会参加                          |
| 北海道         | 北海道放送（HBC）         | 2009年11月13日 - 2010年2月12日                                        | 金曜 1時26分 - 1時56分（木曜深夜） |                                         |
| 熊本県         | 熊本放送（RKK）           | 2009年12月19日 - 12月24日                                             | 12月19日 0時09分 - 1時09分（18日深夜）（第一・二話） 12月21日 23時44分 - 翌0時44分（第三・四話） 12月23日 0時04分 - 1時04分（22日深夜）（第五・六話） 12月24日 0時04分 - 1時04分（23日深夜）（第七・八話） 12月24日 23時44分 - 翌0時44分（第九・最終話） | 2話ずつ放送                             |
| 鹿児島県       | 南日本放送（MBC）         | 2009年12月22日 - 2010年1月8日                                         | 12月22日 0時30分 - 1時00分（21日深夜）（第一話） 12月23日 0時20分 - 0時50分（22日深夜）（第二話） 12月24日 0時20分 - 0時50分（23日深夜）（第三話） 12月25日 1時05分 - 1時35分（24日深夜）（第五話） 1月5日 0時20分 - 1時20分（4日深夜）（第六・七話） 1月6日 1時23分 - 1時53分（5日深夜）（第八話） 1月7日 0時20分 - 0時50分（6日深夜）（第九話） 1月8日 0時50分 - 1時20分（7日深夜）（最終話）                                                                                    | 第四話のみ未放送                        |
| 高知県         | テレビ高知（KUTV）        | 2009年12月27日 - 2010年1月6日                                         | 12月27日 0時58分 - 1時28分（26日深夜）（第一話） 12月28日 1時20分 - 1時50分（27日深夜）（第二話） 12月29日 0時30分 - 1時00分（28日深夜）（第三話） 12月30日 1時00分 - 1時30分（29日深夜）（第四話） 12月31日 0時30分 - 1時00分（30日深夜）（第五話） 1月2日 0時15分 - 0時45分（1日深夜）（第六話） 1月3日 0時15分 - 0時45分（2日深夜）（第七話） 1月4日 0時15分 - 0時45分（3日深夜）（第八話） 1月4日 23時59分 - 翌0時29分（第九話） 1月6日 1時23分 - 1時53分（5日深夜）（最終話） |                                         |
| 石川県         | 北陸放送（MRO）           | 2010年1月7日 - 3月11日                                                | 木曜 23時59分 - 翌0時30分 |                                         |
| 鳥取県・島根県 | 山陰放送（BSS）           | 2010年1月9日 - 3月13日                                                | 土曜 0時55分 - 1時25分（金曜深夜） |                                         |
| 宮城県         | 東北放送（TBC）           | 2010年1月9日 - 3月13日                                                | 土曜 2時00分 - 2時30分（金曜深夜） |                                         |
| 山梨県         | テレビ山梨（UTY）         | 2010年1月9日 - 3月20日                                                | 土曜 1時45分 - 2時15分（金曜深夜） |                                         |
| 山形県         | テレビユー山形（TUY）     | 2010年4月7日 - 6月9日                                                 | 水曜 0時20分 - 0時50分（火曜深夜） |                                         |
| 福島県         | テレビユー福島（TUF）     | 2010年4月8日 - 6月10日                                                | 木曜 1時50分 - 2時20分（水曜深夜） |                                         |
| 沖縄県         | 琉球放送（RBC）           | 2010年5月7日 - 7月9日                                                 | 金曜 15時20分 - 15時50分 |                                         |
| 日本全域       | TBSチャンネル             | 2010年5月30日 - 6月28日                                               | 日曜 3時00分 - 4時00分（土曜深夜） | CSチャンネル 2話連続放送                |
| 岩手県         | IBC岩手放送（IBC）        | 2010年9月30日 - 12月2日                                               | 木曜 1時00分 - 1時30分（水曜深夜） |                                         |
| 静岡県         | 静岡放送（SBS）           | 2011年2月18日 - 3月8日                                                | 2月18日 1:55 - 2:25（17日深夜）（第一話） 2月22日 2:10 - 2:40（21日深夜）（第二話） 2月23日 2:05 - 2:35（22日深夜）（第三話） 2月24日 1:55 - 2:25（23日深夜）（第四話） 2月25日 2:05 - 2:35（24日深夜）（第五話） 3月1日 1:55 - 2:25（2月28日深夜）（第六話） 3月2日 2:05 - 2:35（1日深夜）（第七話） 3月3日 1:55 - 2:25（2日深夜）（第八話） 3月4日 2:05 - 2:35（3日深夜）（第九話） 3月8日 1:55 - 2:25（7日深夜）（最終話）                                                      |                                         |
| 富山県         | チューリップテレビ（TUT） | 2011年6月28日 - 8月30日                                               | 火曜 0時00分 - 0時30分（月曜深夜） |                                         |
| 長野県         | 信越放送（SBC）           | 2012年2月9日 - 4月12日                                                | 木曜 23時50分 - 翌0時20分 |                                         |
| 中京広域圏     | CBCテレビ（CBC）          | 2014年12月23日 - 12月28日                                             | 2014年12月23日（22日深夜） - 2015年1月28日（27日深夜） 第1シリーズから第3シリーズまで集中放送 |                                         |
| 新潟県         | 新潟放送 (BSN)            | 2015年1月9日 - 3月13日                                                | 金曜 1時28分 - 1時58分（木曜深夜） | 第3、第1、第2シリーズの順で、毎週放送。 |

### 第二部
第二部は『深夜食堂 2』の番組名（作品名）で2011年10月期に放送された。話数は第一部に続く第11話からの放送となる。初回は第66回文化庁芸術祭参加作品として放送された。放送開始前に毎日放送、RKB毎日放送（RKB）、及びTBSテレビが、「ナビ番組」として『第二部放送直前！深夜食堂スペシャル』を放送した。全10話の平均視聴率は、関東地区で2.07％と、第一部を上回った。第十回は、ワールドメディアフェスティバル2012の娯楽・家族向け番組部門で銀賞を受賞した。第一部終了の1年後に制作が決まり、セットはより広い場所に作りたいという美術監督の要望で、相模原に300坪の倉庫を借りて設営した。第一部が商業的に失敗したため、第二部では収益構造の改善策としてサントリーとのタイアップによる協賛金を利用することとなった。その結果、ハイボールのエピソードを加えるなどされた。
スタッフ
- 監督 - 松岡錠司、山下敦弘、小林聖太郎、野本史生
- 脚本 - 真辺克彦、向井康介、荒井晴彦、荒井美早
- 企画 - 遠藤日登思（アミューズ）、日高英雄（MBS）
- プロデューサー - 盛夏子、小佐野保、竹園元（MBS）
- ラインプロデューサー - 橋本竜太
- 撮影 - 大塚 亮、近藤龍人
- 照明 - 木村明生、藤井 勇
- 美術 - 原田満生
- 装飾 - 高畠一郎
- 衣裳 - 宮本まさ江
- ヘアメイク - 豊川京子
- フードスタイリスト - 飯島奈美
- 編集 - 普嶋信一、早野 亮
- サウンドスーパーバイザー - 浅梨なおこ
- 助監督 - 野本史生
- 制作担当 - 高橋 潤
- アシスタントプロデューサー - 石塚正悟
- 音楽 - 鈴木常吉、福原希己江、佐藤公彦
- 企画 - アミューズ、MBS
- 制作 - アミューズ映像製作部、ギークサイト
- 製作 - 「深夜食堂 2」製作委員会（アミューズ、MBS、小学館、RKB、ファミマ・ドット・コム）

テーマ曲
- 主題歌 - LOVE LOVE LOVE「嘘のつき方」（SPEEDSTAR RECORDS）
- オープニング曲 - 鈴木常吉「思ひ出」（アルバム「ぜいご」「望郷」より）
- 挿入歌 - 福原希己江「できること」「唐揚げ」「あさりの酒蒸し」「なかないで」 「クリームシチュー」「はねだ」
- 挿入歌 - 沢中健三「ムードテナー」
- 挿入歌 - 大久保治信「D.スカルラッティ / ソナタ イ長調 K.208」

キャスト
キャスト名横の表記は出演回で、第一部からの通算話数を表示。
主人公
マスター
演 - 小林薫
「めしや」のマスター。本名・経歴不明。飄々とした人柄で、左顔面にワケありの傷跡をもつ。その傷跡が常連客カタギリとの因縁に関するものと窺わせる。
レギュラー

忠さん
演 - 不破万作（第1,2,6-16,18-24,26,28,30,31,33,35-50話）
「めしや」の常連。常にデニム地のキャップをかぶっている。
小道
演 - 宇野祥平（第1,5,6,9-11,13,14,17-21,23-28,30,31,34-36,39,40,42-44,46,50話）
フリーカメラマンで、「めしや」の常連。
ルミ
演 - 小林麻子（第2,3,5,7,8,10-12,14,16,19-21,24,25,27,30,31,33,34,36-42,44-46,49,50話）
30歳代のOLで「めしや」常連。「お茶漬けシスターズ」の「たらこ」。
五郎
演 - 松尾諭（第12,13,16,18-20話）
サラリーマン。サヤの寝顔を見ているとお酒がすすむとマスターに話す。
金本
演 - 金子清文（第2,6,7,10,12,14,17,19,20,22,23,25,30,31,33,40,42,46-50話）
「めしや」の常連客。大学に通いながら、新聞配達をしていたが、酒を覚えてから両方ともドロップアウトした過去があると独白。
サヤ
演 - 平田薫（第12,14,17,20,27,28,33,34,40,49,50話）
パチンコ店勤務。お店に来ていつもカウンターで寝てしまい、その表情が幸せそうで常連にうけている。ビールは苦手でマスターは気遣ってメニューにないハイボールを出す。夢の中で兄に唐揚げを取られてしまうのが悔しいから唐揚げを注文するとサヤは話す。
小寿々さん
演 - 綾田俊樹（第1,8-12,17,20,24,28,30,31,35,36,40,43,45,49,50話）
ゲイバーを経営するゲイ歴48年のママで、「めしや」の常連。密かに竜を慕っている。甘い味付けの卵焼きを好む。
カタギリ
演 - オダギリジョー（第1,2,6,7,9,10,13,16,19,20,34,49話）
「めしや」の常連客。いつも和装で来店し、カウンターにピーナッツを並べ、客たちの会話を聞きながら酒を嗜む。素性など謎に包まれているが、マスターの左目に傷を負わせた張本人で、過去に因縁がある。ユキに占ってもらったのを機に、自分の心を探しに旅立った。口癖は「人生なめんなよ」。第34話で再登場し、ユナの実家のオムライス屋の常連客になっている。
ゲン
演 - 山中崇（第1,10,11,12,20,24,28,30,35,40,41,49,50話）
健太の実父で竜の手下。竜を襲撃した敵対するヤクザ組織の若頭を刺し、行方をくらましていた。第一話での囮の襲撃により右の掌に刃物傷の跡がある。
足立
演 - 足立智充（第1,5,10-12,18話）
野口の部下。サヤの兄。母子家庭で歳の離れた妹の面倒を見ていたが、高校卒業と同時に別れて暮らすようになる。「めしや」の常連となり、いつも豚の生姜焼き定食を注文する。
野口
演 - 光石研（第11,12,19,29,30,36,40-42話）
刑事。竜とは同じ福岡県出身者で学生野球部時代のチームメイト。事件で夫を失った未亡人・佐代子に特別な感情を持ってしまう。気が動転したりすると博多弁でしゃべる。
金魚
演 - 辰巳智秋（第11,17,20話）
小寿々がママをしているゲイバーで働いている。小道を気に入り暑苦しいまでのアプローチをする。
コウ
演 - 吉見幸洋（第11,19,20,24,30,31,40,45,49,50話）
小寿々の店で働くゲイで、時々一緒に「めしや」を訪れる。大阪生まれであまり裕福な家庭ではなかった。
安西
演 - 剣持直明（第4,8,14,15,20,40話）
地方労働者で「めしや」の常連で、いつも学生時代からの友人で同僚の諏訪と来店する。風見倫子のファンクラブの元会員で会員番号は44番と自称。
ミキ
演 – 須藤理彩（第2,3,5,7,8,10,11,16,21,24,30,34,37,39,40,42,44,45,49,50話）
30歳代のOLで「めしや」常連。「お茶漬けシスターズ」の「梅」。
カナ
演 - 吉本菜穂子（第2,3,5,7,8,10,11,20,24,25,30,36-38,40,42,44,45,50話）
30歳代のOLでで「めしや」常連。「お茶漬けシスターズ」の「鮭」。
竜
演 -松重豊（第1,10,11,20,28,30,40,45,49,50話）
地周りのヤクザ・鬼島組の幹部で、「めしや」の常連。過去の想い出から、タコの形で炒めた赤いウインナー炒めを好む。
マリリン
演 - 安藤玉恵（第1,9,10,19,20,26,30,40,43,47,49,50話）
ストリッパーで「めしや」の常連。惚れやすく男の好みに染まりやすく、かつ別れやすいタイプ。「めしや」の常連客にもダンサーとしての彼女に対するファンが多い。福島県の山間部出身。
八郎
演 - 中山祐一朗（第4,7,10,19,21,26,27,30,34,38,40,44,47,50話）
地方労働者で「めしや」の常連。エレクト大木のAVのDVDを自らのバイブルとして、常に持ち歩いている。
ゲスト

第11話
クミ
演 - 安田成美
野口と竜の同級生で、野球部元マネージャー。乳がんの再発によって余命宣告され、あと僅かしか生きられない身となった。 過去の事件は自身が竜をデートに誘ったことが原因だと悔やんでおり、高校卒業後は竜を探しに一時期上京した経緯がある。今まで竜に面会を拒まれていたが、マスターの言葉に背中を押された竜との再会を果たし、一緒に「めしや」を訪れた後に息を引き取った。
クミの子供
演 - 室井響
クミの夫
演 - 本井博之
第12話
章介
演 - 永岡佑
サヤの彼氏で売れないお笑い芸人。サヤにお金を貢いで貰っている。
章介の相方
演 - 辻本耕志
章介と漫才をしているつっこみ担当。
章介の浮気相手
演 - 橘美緒
福原希己江
演 - 福原希己江（第12,16,24話）
「めしや」の通りで「唐揚げ」「クリームシチュー」の唄を弾き語る。
第13話
おレン
演 - 馬渕晴子（少女期：武藤令子）
酒に酔った状態でお店にくる。マスターは飲み過ぎを心配し、薄めた酒を提供する。
丈
演 - 宇梶剛士（少年期：上河倖一郎）
おレンの息子、独身。極真空手の道場を経営し子供たちに教えている。いつもお酒を飲み過ぎる母親を心配する。
永井
演 - 甲本雅裕
スポーツ用品店を営んでいる。悩みは嫁姑問題。幼いとき丈をいじめていたが今は仲直りして親友になった。
キラリちゃん
演 - 山本ひかる
新人ストリッパー。
外科医
演 - 管勇毅
交通事故に遭った丈を手術する。息子を殺すなとおレンに脅される。
第14話
イクミ
演 - 伊藤歩
歌舞伎町「シルキー」のソープ嬢。源氏名はミク。親の借金を返すため風俗で働いている。
将司
演 - 清水優
弁当屋従業員。「めしや」でイクミと知り合い、1人で弁当屋を切り盛りし困っているときに助けてもらう。
第15話
菊乃
演 - 早織
パイナップルの入った酢豚が好きと話す女子大生。教師との不倫を清算し旅に出る。
ゲンキ
演 - 森岡龍
大学の映画サークルのカメラマン。菊乃を自主映画のヒロインとしてスカウトする。ロケハンの時に木の根元に積んであったパイナップルの缶詰を持ち帰る。
ユウキ
演 - 前野朋哉
大学の映画サークルの脚本・監督。ゲンキ同様、菊乃を自主映画のヒロインとしてスカウトする。
柚木
演 - 史朗
大学教授教え子殺人事件の話をゲンキたちに聞かせる。殺された女の子は同じ大学に通う同級生で当時、想いを寄せていた。
美大生
演 - 大津尋葵
第16話
鈴木
演 - 吹越満
小説家。家に帰らない日数が増えていき、最終的には家へ帰れなくなり家族を捨てる。
花
演 - 朝倉あき（第16,20話）
鈴木の娘。生活のためキャバクラで働きながら大学に通っている。キャバクラでの源氏名は「花」。就職先が決まっていたが副業が明るみになり内定を取り消され「ミルキークラブ」でデリヘル嬢として働き始める。
鉾田
演 - 徳井優（第16,20話）
キャバクラに勤める花の指名客。花からは「ポコちゃん」というあだ名で呼ばれている。
中田
演 - 町田水城（第16,20話）
鈴木の担当編集者。鈴木の小説を見て時代遅れな箇所が幾つかあるので直して欲しいと依頼する。
鈴木晴子
演 - 宮田早苗
鈴木の妻。家を飛び出した夫を今でも愛している。母が作る「クリームシチュー」はルーから手作りで、よく小麦粉がダマになっていたとすみれは思い出を語る。
福原希己江
演 - 福原希己江（第12,16,24話）
「めしや」の通りで「唐揚げ」「クリームシチュー」の唄を弾き語る。
第17話
月子
演 - 市川実和子（第17,20話）
「ブライダルパラダイス」「なつ恋」「生きていれば」などの代表作がある売れっ子シナリオライター。小寿々が可愛がってる猫メルルンが産んだ子猫メルボウと一緒に暮らしている。
野瀬
演 - 田中哲司
TV局ドラマプロデューサー。月子とは不倫の仲だが本気で愛し溺れていく。
武
演 - 螢雪次朗（第17,20話）
宮城県出身のタクシー運転手。月子と出会い、マスターの白菜漬けを貰い故郷を懐かしむ。
藤村夏樹
演 - 吉本千紗
月子が脚本を担当した「生きていれば」の主演女優。
第18話
ひとみ
演 - 酒井若菜
寒がりで年下の男とばかり付き合ってきた女性。ペットショップで出会った橋本は初の年上の恋人となる。
橋本
演 - 芦川誠
妻の浮気相手を衝動的に殺害し指名手配されている暑がりな男。冷やし中華が好物。橋本は偽名で本名は猿橋。
犬塚
演 - 塩見三省
定年間近の刑事。冷やし中華好きの殺人犯を追っている。
かすみ
演 - 梶原阿貴
ひとみの友人。お金を貢がせるダメ男ではなく、堅実に働いてお金を稼ぐ男性と付き合ったほうが幸せになれるとひとみにアドバイスする。
花巻
演 - 川島潤哉
記者。若者にはない刑事魂を持っている退官間近の犬塚を取材する。
第19話
ノリ子
演 - 前田亜季 （第19,50話）
バースデーケーキを配達する女の子。配達先を間違えて「めしや」に来る。それからたまにケーキを持って顔を見せるようになる。
千秋
演 - 東風万智子
金本の彼女。五郎が2年前に付き合っていた「あきこ」と同一人物。本名はサチ子。
沢中健三
演 - 沢中健三
「めしや」の通りでサックスを吹く。
第20話
桃子
演 - 黒谷友香
カタギリの元恋人。お見合いで現在の夫と知り合い結婚。ギョーザ専門店を夫婦で営んでいる。
村田
演 - リリー・フランキー
「めしや」のマスターが唯一手作りせず出前を取るギョーザ専門店の店主。羽田近くの中華料理屋で修行していたので味は本物で敵わないとマスターは言う。
村田あすか
演 - 池田心雪
村田の連れ子。実の母親のように桃子を慕っている。
花
演 - 朝倉あき（第16,20話）
鈴木の娘。生活のためキャバクラで働きながら大学に通っている。キャバクラでの源氏名は「花」。就職先が決まっていたが副業が明るみになり内定を取り消され「ミルキークラブ」でデリヘル嬢として働き始める。
鉾田
演 - 徳井優（第16,20話）
キャバクラに勤める花の指名客。花からは「ポコちゃん」というあだ名で呼ばれている。
中田
演 - 町田水城（第16,20話）
鈴木の担当編集者。鈴木の小説を見て時代遅れな箇所が幾つかあるので直して欲しいと依頼する。
月子
演 - 市川実和子（第17,20話）
「ブライダルパラダイス」「なつ恋」「生きていれば」などの代表作がある売れっ子シナリオライター。小寿々が可愛がってる猫メルルンが産んだ子猫メルボウと一緒に暮らしている。
武
演 - 螢雪次朗（第17,20話）
宮城県出身のタクシー運転手。月子と出会い、マスターの白菜漬けを貰い故郷を懐かしむ。

#### 放送一覧
| 回 | 通算話数 | 放送局 | 放送日          | サブタイトル       | サブタイトルのメニュー以外の出てきた料理 （豚汁定食は除く）                                        | 脚本              | 監督       |
| -- | -------- | ------ | --------------- | ------------------ | -------------------------------------------------------------------------------------------------- | ----------------- | ---------- |
| 1  | 第十一話 | MBS    | 2011年 10月14日 | 再び赤いウインナー | | 真辺克彦          | 松岡錠司   |
| 2  | 第十二話 | MBS    | 10月21日        | 唐揚げとハイボール | | 向井康介          | 山下敦弘   |
| 3  | 第十三話 | MBS    | 10月28日        | あさりの酒蒸し     | カレーライス                                                                                       | 真辺克彦          | 小林聖太郎 |
| 4  | 第十四話 | MBS    | 11月4日         | 煮こごり           | | 向井康介          | 野本史生   |
| 5  | 第十五話 | MBS    | 11月11日        | 缶詰               | 秋刀魚の蒲焼丼、オイルサーディン和風焼き、 鯖缶ゴーヤチャンプル、 パイナップル入り酢豚、ツナマヨ丼 | 荒井晴彦 荒井美早 | 山下敦弘   |
| 6  | 第十六話 | MBS    | 11月18日        | クリームシチュー   | | 荒井晴彦 荒井美早 | 松岡錠司   |
| 7  | 第十七話 | MBS    | 11月25日        | 白菜漬け           | | 向井康介          | 小林聖太郎 |
| 8  | 第十八話 | MBS    | 12月2日         | 冷やし中華         | 鍋焼きうどん                                                                                       | 向井康介          | 小林聖太郎 |
| 9  | 第十九話 | MBS    | 12月9日         | 肉じゃが           | （ケーキ）                                                                                         | 真辺克彦          | 松岡錠司   |
| 10 | 第二十話 | MBS    | 12月16日        | ギョーザ           | 焼きガニ                                                                                           | 真辺克彦          | 松岡錠司   |

#### ネット局
| 放送地域       | 放送局                   | 放送期間                       | 放送日時 | 備考                                    |
| -------------- | ------------------------ | ------------------------------ | --- | --------------------------------------- |
| 近畿広域圏     | 毎日放送 (MBS)           | 2011年10月14日 - 12月16日      | 金曜 0時55分 - 1時25分（木曜深夜） | 製作局                                  |
| 福岡県         | RKB毎日放送 (RKB)        | 2011年10月16日 - 12月18日      | 日曜 2時45分 - 3時15分（土曜深夜） | 製作委員会参加                          |
| 青森県         | 青森テレビ (ATV)         | 2011年10月18日 - 12月20日      | 火曜 0時25分 - 0時55分（月曜深夜） |                                         |
| 関東広域圏     | TBSテレビ (TBS)          | 2011年10月19日 - 12月21日      | 水曜 0時55分 - 1時25分（火曜深夜） |                                         |
| 熊本県         | 熊本放送 (RKK)           | 2011年10月20日 - 12月22日      | 木曜 0時25分 - 0時55分（水曜深夜） |                                         |
| 岡山県・香川県 | 山陽放送 (RSK)           | 2011年10月21日 - 12月23日      | 金曜 0時55分 - 1時25分（木曜深夜） |                                         |
| 静岡県         | 静岡放送 (SBS)           | 2011年10月21日 - 12月23日      | 金曜 1時35分 - 2時05分（木曜深夜） |                                         |
| 石川県         | 北陸放送 (MRO)           | 2011年10月25日 - 12月27日      | 火曜 0時55分 - 1時25分（月曜深夜） |                                         |
| 岩手県         | IBC岩手放送 (IBC)        | 2011年11月3日 - 2012年1月5日   | 木曜 1時00分 - 1時30分（水曜深夜） |                                         |
| 北海道         | 北海道放送 (HBC)         | 2011年11月9日 - 2012年1月25日  | 水曜 0時20分 - 0時51分（火曜深夜） |                                         |
| 鹿児島県       | 南日本放送 (MBC)         | 2011年12月7日 - 2012年2月22日  | 水曜 0時10分 - 0時40分（火曜深夜） |                                         |
| 高知県         | テレビ高知 (KUTV)        | 2012年1月10日 - 3月13日        | 火曜 23時50分 - 翌0時20分 |                                         |
| 山形県         | テレビユー山形 (TUY)     | 2012年1月11日 - 3月14日        | 水曜 0時20分 - 0時50分（火曜深夜） |                                         |
| 宮城県         | 東北放送 (TBC)           | 2012年1月12日 - 3月15日        | 木曜 0時20分 - 0時50分（水曜深夜） | 3月8日休止、翌週に2話連続放送           |
| 山梨県         | テレビ山梨 (UTY)         | 2012年1月14日 - 3月17日        | 土曜 1時55分 - 2時25分（金曜深夜） |                                         |
| 福島県         | テレビユー福島 (TUF)     | 2012年1月31日 - 4月3日         | 火曜 0時50分 - 1時20分（月曜深夜） |                                         |
| 長崎県         | 長崎放送 (NBC)           | 2012年2月22日 - 4月25日        | 水曜 0時20分 - 0時50分（火曜深夜） |                                         |
| 沖縄県         | 琉球放送 (RBC)           | 2012年3月22日 - 4月6日         | 3月22日 2時00分 - 2時30分（21日深夜）（第一話） 3月23日 2時00分 - 2時30分（22日深夜）（第二話） 3月27日 1時55分 - 2時25分（26日深夜）（第三話） 3月28日 1時45分 - 2時15分（27日深夜）（第四話） 3月29日 1時45分 - 2時15分（28日深夜）（第五話） 3月30日 2時35分 - 3時05分（29日深夜）（第六話） 4月3日 1時20分 - 1時50分（2日深夜）（第七話） 4月4日 1時20分 - 1時50分（3日深夜）（第八話） 4月5日 1時20分 - 1時50分（4日深夜）（第九話） 4月6日 1時40分 - 2時10分（5日深夜）（最終話） |                                         |
| 長野県         | 信越放送 (SBC)           | 2012年7月5日 - 9月20日         | 木曜 23時50分 - 翌0時20分 |                                         |
| 鳥取県・島根県 | 山陰放送 (BSS)           | 2012年11月11日 - 2013年1月20日 | 日曜 2時20分 - 2時50分（土曜深夜） |                                         |
| 中京広域圏     | CBCテレビ (CBC)          | 2014年12月28日 - 2015年1月2日  | 2014年12月23日（22日深夜） - 2015年1月28日（27日深夜） 第1シリーズから第3シリーズまで集中放送 |                                         |
| 新潟県         | 新潟放送(BSN)            | 2015年3月20日 - 5月22日        | 金曜1、2時台（木曜深夜、時間不特定、第一話 - 第三話） 金曜 1時43分 - 2時13分（木曜深夜）（第四話 - 最終話） | 第3、第1、第2シリーズの順で、毎週放送。 |
| 富山県         | チューリップテレビ (TUT) | 2016年10月24日 - 12月26日      | 月曜 1時05分 - 1時35分（日曜深夜） |                                         |

### 第三部
第三部は、映画『深夜食堂』公開決定と同時に放送決定が発表され、『深夜食堂 3』の番組名（作品名）で2014年10月期に放送した。放送開始前にTBSテレビなどが、「ナビ番組」として『みたび開店します。「深夜食堂3」放送直前SP』を放送している。最終的にネット局はシリーズ最多の28局となった。韓国でも同時放送され、2015年のソウル・ドラマ・アウォード（朝: 서울 드라마 어워즈）の国際招待賞（朝: 국제초청상）を受賞した。撮影は、第二部より広い場所を求め、埼玉県の入間にある倉庫で行われた。最終回放送直前の2014年12月19日に全話収録の日本国内向け「DVD-BOX」及び「Blu-ray BOX」の発売を発表、2015年2月26日に発売した。「ディレクターズカット版」とされ、「Blu-ray BOX」には前述の『みたび開店します。「深夜食堂 3」放送直前スペシャル』など特典映像も収録されている。第三部は、映画化に伴う資金不足を補うため、セットを映画と共有した。また、第三部を韓国、台湾及び中国に、日本での放送と同時に放送できる権利を売るなどし、より収益構造の改善を図った。2016年11月5日の映画『続・深夜食堂』公開にあわせ、同年秋に毎日放送、東京メトロポリタンテレビジョンほか17局で再放送された。
スタッフ
- 企画 - 遠藤日登思、芝野昌之
- 企画協力 - 岡本順哉
- 原案協力 - 由田和人、廣岡伸隆
- 編成 - 高橋俊博
- プロデューサー - 筒井竜平、小佐野保、石塚正悟、竹園元
- ラインプロデューサー - 高橋潤
- 監督 - 松岡錠司、山下敦弘、熊切和嘉、野本史生
- 助監督 - 野本史生、芦澤潤
- 脚本 - 真辺克彦、向井康介、荒井美早、小嶋健作
- キャスティング - 盛夏子
- 撮影 - 大塚亮、近藤龍人
- 照明 - 木村明生、藤井勇
- 録音 - 池田雅樹
- 美術 - 原田満生
- セットデザイナー - 堀明元紀
- 装飾 - 栗山愛
- 衣裳 - 宮本まさ江
- ヘアメイク - 豊川京子
- 編集 - 普嶋信一
- 音楽 - 鈴木常吉、福原希己江、日南京佐、スーマー
- フードスタイリスト - 飯島奈美
- タイトルロゴデザイン - ベイブリッジ・スタジオ
- サウンドスーパーバイザー / MA - 浅梨なおこ
- 制作担当 - 小坂正人
- 振付 - 牧瀬茜（第26話）
- ナレーション - 馬場典子（第29話）
- 企画制作 - アミューズ、MBS
- 制作プロダクション - アミューズ映像製作部、ギークサイト
- 製作 - 「深夜食堂 3」製作委員会（アミューズ/ 小学館/ 東映 / 木下グループ / ギークピクチュアズ / MBS / RKB）

テーマ曲
- 主題歌 - 高橋優「ヤキモチ」（ワーナーミュージック・ジャパン）
- 挿入歌 - スーマー「ちょいと寂しい夜のうた」「人生行きあたりばったり」（Minstrel Songs）

キャスト
キャスト名横の表記は出演回で、第一部からの通算話数を表示。
主人公
マスター
演 - 小林薫
「めしや」のマスター。本名・経歴不明。飄々とした人柄で、左顔面にワケありの傷跡をもつ。その傷跡が常連客カタギリとの因縁に関するものと窺わせる。
レギュラー

小道
演 - 宇野祥平（第1,5,6,9-11,13,14,17-21,23-28,30,31,34-36,39,40,42-44,46,50話）
フリーカメラマンで、「めしや」の常連。
忠さん
演 - 不破万作（第1,2,6-16,18-24,26,28,30,31,33,35-50話）
「めしや」の常連。常にデニム地のキャップをかぶっている。
ルミ
演 - 小林麻子（第2,3,5,7,8,10-12,14,16,19-21,24,25,27,30,31,33,34,36-42,44-46,49,50話）
30歳代のOLで「めしや」常連。「お茶漬けシスターズ」の「たらこ」。
八郎
演 - 中山祐一朗（第4,7,10,19,21,26,27,30,34,38,40,44,47,50話）
地方労働者で「めしや」の常連。エレクト大木のAVのDVDを自らのバイブルとして、常に持ち歩いている。
金本
演 - 金子清文（第2,6,7,10,12,14,17,19,20,22,23,25,30,31,33,40,42,46-50話）
「めしや」の常連客。大学に通いながら、新聞配達をしていたが、酒を覚えてから両方ともドロップアウトした過去があると独白。
ミキ
演 – 須藤理彩（第2,3,5,7,8,10,11,16,21,24,30,34,37,39,40,42,44,45,49,50話）
30歳代のOLで「めしや」常連。「お茶漬けシスターズ」の「梅」。
カナ
演 - 吉本菜穂子（第2,3,5,7,8,10,11,20,24,25,30,36-38,40,42,44,45,50話）
30歳代のOLで「めしや」常連。「お茶漬けシスターズ」の「鮭」。
小寿々さん
演 - 綾田俊樹（第1,8-12,17,20,24,28,30,31,35,36,40,43,45,49,50話）
ゲイバーを経営するゲイ歴48年のママで、「めしや」の常連。密かに竜を慕っている。甘い味付けの卵焼きを好む。
ゲン
演 - 山中崇（第1,10,11,12,20,24,28,30,35,40,41,49,50話）
健太の実父で竜の手下。竜を襲撃した敵対するヤクザ組織の若頭を刺し、行方をくらましていた。第一話での囮の襲撃により右の掌に刃物傷の跡がある。
コウちゃん
演 -吉見幸洋（第11,19,20,24,30,31,40,45,49,50話）
小寿々の店で働くゲイで、時々一緒に「めしや」を訪れる。大阪生まれであまり裕福な家庭ではなかった。
かすみ
演 – 谷村美月（第24,30,36,40,42,48,50話）
小道が恋に落ちる大阪出身の女性で、竹を割った性格の浪花っ子。喫煙者で手巻きたばこで喫煙する。母子家庭で育ち、思い出の料理である紅天（紅生姜の天ぷら）を食べるために食材の紅生姜を持参する。
マリリン
演 - 安藤玉恵（第1,9,10,19,20,26,30,40,43,47,49,50話）
ストリッパーで「めしや」の常連。惚れやすく男の好みに染まりやすく、かつ別れやすいタイプ。「めしや」の常連客にもダンサーとしての彼女に対するファンが多い。福島県の山間部出身。
キミトシ
演 - 高橋周平（第26,30,35,40,43,50話）
マリリンの彼氏。マッサージ師。
足立サヤ
演 - 平田薫（第12,14,17,20,27,28,33,34,40,49,50話）
パチンコ店勤務。お店に来ていつもカウンターで寝てしまい、その表情が幸せそうで常連にうけている。ビールは苦手でマスターは気遣ってメニューにないハイボールを出す。夢の中で兄に唐揚げを取られてしまうのが悔しいから唐揚げを注文するとサヤは話す。
竜
演 -松重豊（第1,10,11,20,28,30,40,45,49,50話）
地周りのヤクザ・鬼島組の幹部で、「めしや」の常連。過去の想い出から、タコの形で炒めた赤いウインナー炒めを好む。
野口
演 - 光石研（第11,12,19,29,30,36,40-42話）
刑事。竜とは同じ福岡県出身者で学生野球部時代のチームメイト。事件で夫を失った未亡人・佐代子に特別な感情を持ってしまう。気が動転したりすると博多弁でしゃべる。
夏木いずみ
演 - 篠原ゆき子（第29,30,40-42,50話）
刑事。野口の相棒。相性が合わないからと何度も相棒を変えてきた。
小暮
演 - オダギリジョー（第29,30,34,35,36,40,42,43,49,50話）
警視庁新宿警察署よもぎ町交番警察官。マスターから変わり者と評される。
ゲスト

第21話
かしまみさお
演 - 美保純
歌手。夫は作曲家の橘泰三。
清子
演 - 渡辺真起子
戸山の妻。
第22話
橋本ワタル
演 - 石田法嗣
『疾風メビウス』という作品で新人賞を獲得した新人漫画家。
宇野
演 - ダンカン
漫画編集者。過去に手塚を担当していた。
のりこ
演 - 椎名琴音
橋本の同棲相手。
手塚オサミ
演 - 山本浩司
漫画家として大成できずに故郷へ帰る。
弥生
演 - 山田キヌヲ
田舎で知り合った手塚と漫画を共同執筆するようになる。
若宮
演 - 渋谷麻美
橋本の担当編集者。
第23話
里見けい
演 - 石橋けい
興信所調査員。
佐々木守
演 - 淵上泰史
中途入社の興信所新人研修生。
吉野純一郎
演 - 古舘寛治
里見の元婚約者。浮気調査の対象者。
島田
演 - 野中隆光
里見の同僚調査員。
第24話
井手
演 - 荒谷清水
大阪から東京に進出してきたドラッグストアチェーン社長。かすみを気に入り愛人にしようとする。
井手織江
演 - 鴨鈴女
井手の妻。怒らせるとかなり怖い。
福原希己江
演 - 福原希己江（第12,16,24話）
「めしや」の通りで「唐揚げ」「クリームシチュー」の唄を弾き語る。
第25話
サユリ
演 - 粟田麗
小学校教師。小学校時代に想いを寄せていた志賀と25年ぶりに再会する。
ミホ
演 - 辻香緒里
サユリの小学校時代からの親友。シングルマザー。
シガッチ
演 - 眞島秀和
サユリ・ミホの小学校時代の同級生。25年ぶりに同窓会で2人に再会する。
田島タイチ
演 - 橋爪龍
ミホの息子。
第26話
エリ
演 - 柴田理恵
福島に暮らすマリリンの母。気が多い性格で、これまで多くの男性と関係を持ってきた経緯から娘を悩ませている。
祐一
演 - 邱太郎
エリの婚約者。
第27話
平賀良男
演 - ベンガル
妻・みずえと結婚したきっかけは中学校の同窓会。初婚。
みずえ
演 - 永島暎子
良男の妻。バツ2で息子と娘がいる。結婚を機に住み慣れた広島から東京へ移る。
川守
演 - 小宮孝泰
良男・みずえの同級生。
晃一
演 - 加納竜
みずえの元彼氏。
勅使河原真梨子
演 - 作間ゆい
囲碁アマチュア棋士。アルバイトで棋戦の記録係をしている。
峯
演 - 奥山雄太
合コンで知合った女性と一晩を共にしてしまい、彼女にばれそうになり、アリバイ作りの協力をマスターに依頼する。
由香
演 - 本山歩
峯の彼女。
第28話
市川千鶴
演 - つみきみほ
ゲンの高校時代の恩師。現在は英語通訳の仕事をしており、10年振りにニューヨークから日本へ帰国したときにゲンと再会する。
篠崎
演 - 芹澤名人
市川の高校時代の恩師。
第29話
三上佐代子
演 - 阿部朋子
野口が担当していた事件被害者。
三上花
演 - 池田心雪
佐代子の娘。
下着泥棒の被害者
演 - 於保佐代子
第30話
駐車違反で切符を切られる男
演 - 川瀬陽太
会津から上京。よもぎ町交番警察官の小暮に駐車違反で切符を切られる。

#### 放送一覧
| 回 | 通算話数   | 放送局 | 放送日          | サブタイトル         | サブタイトルのメニュー以外の出てきた料理 （豚汁定食は除く） | 脚本     | 監督     |
| -- | ---------- | ------ | --------------- | -------------------- | ----------------------------------------------------------- | -------- | -------- |
| 1  | 第二十一話 | MBS    | 2014年 10月20日 | メンチカツ           | バターライス 他                                             | 荒井美早 | 松岡錠司 |
| 2  | 第二十二話 | MBS    | 10月27日        | 豚バラトマト巻き     |                                                             | 小嶋健作 | 熊切和嘉 |
| 3  | 第二十三話 | MBS    | 11月3日         | 里いもとイカの煮もの |                                                             | 向井康介 | 山下敦弘 |
| 4  | 第二十四話 | MBS    | 11月10日        | 紅しょうがの天ぷら   | 冷奴、枝豆、揚げナス、たこ焼き、串かつ                      | 真辺克彦 | 松岡錠司 |
| 5  | 第二十五話 | MBS    | 11月17日        | 春雨サラダ           | お子様ランチ 他                                             | 小嶋健作 | 野本史生 |
| 6  | 第二十六話 | MBS    | 11月24日        | ロールキャベツ       | 焼きサンマ、焼きタラコ 他                                   | 向井康介 | 松岡錠司 |
| 7  | 第二十七話 | MBS    | 12月1日         | しじみ汁             |                                                             | 向井康介 | 松岡錠司 |
| 8  | 第二十八話 | MBS    | 12月8日         | きんぴらごぼう       |                                                             | 真辺克彦 | 山下敦弘 |
| 9  | 第二十九話 | MBS    | 12月8日         | レバにらとにらレバ   |                                                             | 真辺克彦 | 松岡錠司 |
| 10 | 第三十話   | MBS    | 12月22日        | 年越しそば           | 雑煮                                                        | 真辺克彦 | 松岡錠司 |

#### ネット局
| 放送地域       | 放送局                   | 放送期間                       | 放送日時                                                                          | 備考                                       |
| -------------- | ------------------------ | ------------------------------ | --------------------------------------------------------------------------------- | ------------------------------------------ |
| 近畿広域圏     | 毎日放送 (MBS)           | 2014年10月20日 - 12月22日      | 月曜 0時50分 - 1時20分（日曜深夜）                                                | 製作局                                     |
| 富山県         | チューリップテレビ (TUT) | 2014年10月20日 - 12月22日      | 月曜 0時50分 - 1時20分（日曜深夜）                                                | 同時ネット                                 |
| 北海道         | 北海道放送 (HBC)         | 2014年10月21日 - 12月23日      | 火曜 1時10分 - 1時40分（月曜深夜）                                                |                                            |
| 福岡県         | RKB毎日放送 (RKB)        | 2014年10月22日 - 12月24日      | 水曜 1時08分 - 1時38分（火曜深夜）                                                | 製作委員会参加                             |
| 関東広域圏     | TBSテレビ (TBS)          | 2014年10月22日 - 12月24日      | 水曜 1時11分 - 1時41分（火曜深夜）                                                |                                            |
| 高知県         | テレビ高知 (KUTV)        | 2014年10月22日 - 12月24日      | 水曜 23時58分 - 翌0時28分                                                         |                                            |
| 岩手県         | IBC岩手放送 (IBC)        | 2014年10月23日 - 12月25日      | 木曜 0時41分 - 1時11分（水曜深夜）                                                |                                            |
| 愛媛県         | あいテレビ (ITV)         | 2014年10月23日 - 12月24日      | 木曜 23時58分 - 翌0時28分                                                         |                                            |
| 新潟県         | 新潟放送 (BSN)           | 2014年10月24日 - 12月26日      | 金曜 1時28分 - 1時58分（木曜深夜）                                                | 第3、第1、第2シリーズの順で、毎週放送。    |
| 福島県         | テレビユー福島 (TUF)     | 2014年10月25日 - 12月27日      | 土曜 1時25分 - 1時55分（金曜深夜）                                                |                                            |
| 山梨県         | テレビ山梨 (UTY)         | 2014年10月25日 - 12月27日      | 土曜 1時55分 - 2時25分（金曜深夜）                                                |                                            |
| 静岡県         | 静岡放送 (SBS)           | 2014年10月28日 - 12月30日      | 火曜 0時41分 - 1時11分（月曜深夜）                                                |                                            |
| 岡山県・香川県 | 山陽放送 (RSK)           | 2014年10月28日 - 2015年1月6日  | 火曜 1時08分 - 1時38分（月曜深夜）                                                |                                            |
| 長崎県         | 長崎放送 (NBC)           | 2014年10月31日 - 2015年1月9日  | 金曜 0時43分 - 1時13分（木曜深夜）                                                |                                            |
| 福井県         | 福井放送 (FBC)           | 2014年11月3日 - 2015年1月5日   | 月曜 1時20分 - 1時50分（日曜深夜）                                                | 日本テレビ系列・テレビ朝日系列             |
| 石川県         | 北陸放送 (MRO)           | 2014年11月4日 - 2015年1月20日  | 火曜 1時13分 - 1時43分（月曜深夜）                                                |                                            |
| 山形県         | テレビユー山形 (TUY)     | 2014年11月5日 - 2015年1月7日   | 水曜 1時08分 - 1時38分（火曜深夜）                                                |                                            |
| 鳥取県・島根県 | 山陰放送 (BSS)           | 2014年11月8日 - 2015年1月17日  | 土曜 1時25分 - 1時55分（金曜深夜）                                                |                                            |
| 大分県         | 大分放送 (OBS)           | 2014年11月17日 - 2015年1月26日 | 月曜 0時50分 - 1時20分（日曜深夜）                                                | MBS・TUTと同時刻放送であるも、遅れネット。 |
| 山口県         | テレビ山口 (TYS)         | 2014年11月21日 - 2015年1月30日 | 金曜 1時28分 - 1時58分（木曜深夜）                                                |                                            |
| 広島県         | 中国放送 (RCC)           | 2014年11月28日 - 2015年2月6日  | 金曜 1時38分 - 2時08分（木曜深夜）                                                |                                            |
| 青森県         | 青森テレビ (ATV)         | 2014年12月5日 - 2015年2月13日  | 金曜 1時43分 - 2時13分（木曜深夜）                                                |                                            |
| 鹿児島県       | 南日本放送 (MBC)         | 2014年12月19日 - 12月25日      | 集中放送                                                                          |                                            |
| 中京広域圏     | CBCテレビ (CBC)          | 2015年1月3日 - 1月28日         | 2014年12月23日 - 2015年1月28日（27日深夜） 第1シリーズから第3シリーズまで集中放送 |                                            |
| 熊本県         | 熊本放送 (RKK)           | 2014年12月31日                 | 水曜 12時00分 - 17時00分                                                          | 全話集中放送                               |
| 宮城県         | 東北放送 (TBC)           | 2015年1月7日 - 3月11日         | 水曜 1時13分 - 1時43分（火曜深夜）                                                |                                            |
| 宮崎県         | 宮崎放送 (MRT)           | 2015年1月13日 - 3月17日        | 火曜 1時05分 - 1時35分（月曜深夜）                                                |                                            |
| 長野県         | 信越放送 (SBC)           | 2015年1月14日 - 3月18日        | 水曜 1時13分 - 1時43分（火曜深夜）                                                |                                            |
| 沖縄県         | 琉球放送 (RBC)           | 2015年1月20日 - 1月31日        | 火 - 土曜未明（月 - 金曜深夜）                                                    |                                            |

### 第四部
第四部は、2016年10月21日からNetflixオリジナル・シリーズとして、『深夜食堂 －Tokyo Stories－』のタイトルで全10話が「全世界190か国」に配信された。撮影用のセットは、都内近郊の倉庫に約1か月半をかけて設営した。後述の通りNetflix配信開始から3年が経った2019年10月期に、毎日放送、RKB毎日放送及び東京メトロポリタンテレビジョンで、 全10話のうち出演者の不祥事により未放映とした第32話を除く9話が放送された。また、中国大陸で配信するbilibiliが主催した行事では、「めしや」のセットが再現され展示された。毎日放送とファミリー劇場で放映した際は『深夜食堂 4』に、日本で販売したDVDでは『深夜食堂 第四部』にタイトルを変更している。第四部では、これまでの放送権やDVDの販売では、収益構造の抜本的な改善が望めない状況から、既作がアジアで好評を得ていることもあり、Netflixに企画を持ち込み、Netflixオリジナル・シリーズとして製作することとなった。毎日放送や原作者側からは難色が示されたが、配信3年後に地上波で放映できる契約とすることでまとまった。そのNetflixから外国人俳優起用の要望があり、高我星（コ・アソン）の出演が決まった。また、Netflix視聴が禁じられている「中華人民共和国」では、bilibiliと配信契約を結んだ。
スタッフ
- プロデューサー - 遠藤日登思、小佐野保、高橋潤、坂本和隆
- プロデューサー補 - 盛夏子、石塚正悟
- 監督 - 松岡錠司、山下敦弘、大森立嗣、小林聖太郎、野本史生、吉田康弘
- 脚本 - 真辺克彦、向井康介、小嶋健作、大島まり菜、ねじめ彩木、黒沢久子、武隈風人
- 撮影 - 大塚亮、槇憲治
- 照明 - 原由巳
- 録音 - 阿部茂
- 美術 - 原田満生
- 装飾 - 原島徳寿
- 衣裳 - 宮本まさ江
- ヘアメイク - 豊川京子
- フードスタイリスト - 飯島奈美
- 編集 - 普嶋信一
- サウンドスーパーバイザー - 浅梨なおこ
- 助監督 - 野本史生
- 制作担当 - 片山大介
- アシスタントプロデューサー - 諸田創
- 音楽 - 鈴木常吉、スーマー、福原希己江、日南京佐
- 企画 - アミューズ
- 制作 - アミューズ映像製作部、ギークサイト
- 製作 - 「深夜食堂 －Tokyo Stories－」製作委員会

テーマ曲
- 主題歌 - SUEMARR 「人生いきあたりばったり」「道路」「ちょいと寂しい夜のうた」「New Moon」、福原希己江 「ホットケーキミックスのうた」「トンテキのうた」「Nucadoco」「ハムカツのうた」「想い想われ」「できること」「Berceuse de Mozart」
- 挿入歌 - 福原希己江「雨の想い出」

キャスト
キャスト名横の表記は出演回で、第一部からの通算話数を表示。
主人公
マスター
演 - 小林薫
「めしや」のマスター。本名・経歴不明。飄々とした人柄で、左顔面にワケありの傷跡をもつ。その傷跡が常連客カタギリとの因縁に関するものと窺わせる。
レギュラー

忠さん
演 - 不破万作（第1,2,6-16,18-24,26,28,30,31,33,35-50話）
「めしや」の常連。常にデニム地のキャップをかぶっている。
ルミ
演 - 小林麻子（第2,3,5,7,8,10-12,14,16,19-21,24,25,27,30,31,33,34,36-42,44-46,49,50話）
30歳代のOLで「めしや」常連。「お茶漬けシスターズ」の「たらこ」。
小道
演 - 宇野祥平（第1,5,6,9-11,13,14,17-21,23-28,30,31,34-36,39,40,42-44,46,50話）
フリーカメラマンで、「めしや」の常連。
小寿々さん
演 - 綾田俊樹（第1,8-12,17,20,24,28,30,31,35,36,40,43,45,49,50話）
ゲイバーを経営するゲイ歴48年のママで、「めしや」の常連。密かに竜を慕っている。甘い味付けの卵焼きを好む。
小暮
演 - オダギリジョー（第29,30,34,35,36,40,42,43,49,50話）
警視庁新宿警察署よもぎ町交番警察官。マスターから変わり者と評される。
ミキ
演 – 須藤理彩（第2,3,5,7,8,10,11,16,21,24,30,34,37,39,40,42,44,45,49,50話）
30歳代のOLで「めしや」常連。「お茶漬けシスターズ」の「梅」。
カナ
演 - 吉本菜穂子（第2,3,5,7,8,10,11,20,24,25,30,36-38,40,42,44,45,50話）
30歳代のOLでで「めしや」常連。「お茶漬けシスターズ」の「鮭」。
金本
演 - 金子清文（第2,6,7,10,12,14,17,19,20,22,23,25,30,31,33,40,42,46-50話）
「めしや」の常連客。大学に通いながら、新聞配達をしていたが、酒を覚えてから両方ともドロップアウトした過去があると独白。
足立サヤ
演 - 平田薫（第12,14,17,20,27,28,33,34,40,49,50話）
パチンコ店勤務。お店に来ていつもカウンターで寝てしまい、その表情が幸せそうで常連にうけている。ビールは苦手でマスターは気遣ってメニューにないハイボールを出す。夢の中で兄に唐揚げを取られてしまうのが悔しいから唐揚げを注文するとサヤは話す。
八郎
演 - 中山祐一朗（第4,7,10,19,21,26,27,30,34,38,40,44,47,50話）
地方労働者で「めしや」の常連。エレクト大木のAVのDVDを自らのバイブルとして、常に持ち歩いている。
コウちゃん
演 -吉見幸洋（第11,19,20,24,30,31,40,45,49,50話）
小寿々の店で働くゲイで、時々一緒に「めしや」を訪れる。大阪生まれであまり裕福な家庭ではなかった。
ゲン
演 - 山中崇（第1,10,11,12,20,24,28,30,35,40,41,49,50話）
健太の実父で竜の手下。竜を襲撃した敵対するヤクザ組織の若頭を刺し、行方をくらましていた。第一話での囮の襲撃により右の掌に刃物傷の跡がある。
キミトシ
演 - 高橋周平（第26,30,35,40,43,50話）
マリリンの彼氏。マッサージ師。
野口
演 - 光石研（第11,12,19,29,30,36,40-42話）
刑事。竜とは同じ福岡県出身者で学生野球部時代のチームメイト。事件で夫を失った未亡人・佐代子に特別な感情を持ってしまう。気が動転したりすると博多弁でしゃべる。
かすみ
演 - 谷村美月（第24,30,36,40,42,48,50話）
小道が恋に落ちる大阪出身の女性で、竹を割った性格の浪花っ子。喫煙者で手巻きたばこで喫煙する。母子家庭で育ち、思い出の料理である紅天（紅生姜の天ぷら）を食べるために食材の紅生姜を持参する。
屋台のおじさん
演 - 中沢青六
夏は風鈴屋。肌寒くなるとラーメンも出す。
洲崎つたえ
演 - 野嵜好美
中華料理屋・洲崎飯店の店員。小暮のことが、好き。
カタギリ
演 - オダギリジョー（第1,2,6,7,9,10,13,16,19,20,34,49話）
「めしや」の常連客。いつも和装で来店し、カウンターにピーナッツを並べ、客たちの会話を聞きながら酒を嗜む。素性など謎に包まれているが、マスターの左目に傷を負わせた張本人で、過去に因縁がある。ユキに占ってもらったのを機に、自分の心を探しに旅立った。口癖は「人生なめんなよ」。第34話で再登場し、ユナの実家のオムライス屋の常連客になっている。
マリリン
演 - 安藤玉恵（第1,9,10,19,20,26,30,40,43,47,49,50話）
ストリッパーで「めしや」の常連。惚れやすく男の好みに染まりやすく、かつ別れやすいタイプ。「めしや」の常連客にもダンサーとしての彼女に対するファンが多い。福島県の山間部出身。
竜
演 -松重豊（第1,10,11,20,28,30,40,45,49,50話）
地周りのヤクザ・鬼島組の幹部で、「めしや」の常連。過去の想い出から、タコの形で炒めた赤いウインナー炒めを好む。
安西
演 - 剣持直明（第4,8,14,15,20,40話）
地方労働者で「めしや」の常連で、いつも学生時代からの友人で同僚の諏訪と来店する。風見倫子のファンクラブの元会員で会員番号は44番と自称。
夏木いずみ
演 - 篠原ゆき子（第29,30,40-42,50話）
刑事。野口の相棒。相性が合わないからと何度も相棒を変えてきた。
みちる
演 - 多部未華子（第40話）
割烹料理店で調理師として修行中。以前、めしやで無銭飲食をしたことがきっかけで、マスターと縁ができる。
千恵子
演 - 余貴美子
みちるが働く料理店の女将。めしやの常連でめしやのぬか床は千恵子自慢のぬかを足したもの。マスターに、ほの字。
ゲスト

第31話
木内晴美
演 - 片岡礼子
タクシー運転手。若い頃は特撮テレビドラマ『忍者戦隊甲賀』で「紅の楓」を演じていた。タンメンの麺抜きを好む。
島田
演 - 近藤公園
ラジオ局のアナウンサー。冠番組『ミッドナイト島ちゃん』を担当。初恋の相手は「紅の楓」。
第32話
ケセラ世良夫
演 - 佐藤B作
浅草最後の喜劇人と言われている。
森脇ハジメ
演 - 新井浩文
ケセラ世良夫の付き人。師匠を凌ぐほど、テレビで売れ始めている。
みよ子
演 - 大家由祐子
スナックのママでケセラ世良夫の情婦。
第33話
重美
演 - 伊藤麻実子
不動産会社に勤める独身OL。好きな男が出来ると相手の気持ちを確かめずプレゼント用にセーターを編み、いつも玉砕している。
白野
演 - 矢本悠馬
鈴木の後輩社員。鈴木に片思いしている。
栗原
演 - 水間ロン
鈴木の後輩社員。鈴木から想いを寄せられてセーターを受け取るも、既に彼女がいることもあり、鈴木を鬱陶しく感じている。
第34話
雨宮
演 - 岡田義徳
若手物理学者。
ユナ
演 - コ・アソン
韓国人。実家の借金返済のために来日し、源氏名「レイ」でホステスとして働く。
第35話
大神
演 - 豊原功補
賭け麻雀を生業とする雀士（ドラマの語りでは“雀ゴロ”）。“子連れ大神”の通り名で呼ばれることもある。おっぱい好き。大三との父子家庭。児童福祉法により大三が児童養護施設に保護された後は堅気の仕事に就いた。
大三
演 - 岩田龍門
大神の息子。6歳。父親譲りのおっぱい好き。自身に対して優しいミドリを慕う。児童養護施設入所後は 父譲りの麻雀の才能が覚醒する。
ミドリ
演 - 松本まりか
キャバクラ嬢。大三好みのおっぱいの持ち主。カズマに惚れ込み、彼に貢ぐ生活をしている。後にカズマに捨てられた真相を知り、大神に怒りをぶつける。
カズマ
演 - 高橋諒
雀士気取りの元・ホスト。ミドリについては程の良い金づると考えている。後に大神相手の麻雀の勝負に惨敗し、大神の要求に従ってミドリの前から姿を消す。
第36話
洋一
演 - 森下能幸（第48話）
マスターの仕入先である近所の八百屋の大将。3年ほど前に母を亡くしたが、母が漬けた梅干しを忘れられない。糖尿病での入院経験を持つ。独身でアダルトDVDのコレクションを所有するが、公に見つかることを恥じて、マスターに自身の死後にはアダルトDVDの処分をして欲しいと頼む。
大久保美代
演 - 高尾祥子（第48話）
星野が入院した病院の看護師。
洋一の母親
演 - 戸村美智子
生前は梅干と梅酒を作っていた。星野の夢枕に幽霊姿となり現れて忘れ物があることを訴える。
女性
演 - 福島マリコ
星野洋一の八百屋の客。ダイコンを購入する。
ナレーション
馬場典子
第37話
カエ
演 - 宮下順子
忠さんの幼馴染で同級生。30数年ぶりに忠さんと再会する。若いころに映画監督にスカウトされて女優になるも芽が出なかった。ラブホテルの清掃の仕事をしている。甥の哲平を受け入れ面倒を見ているが、忠さんに過保護を指摘されて喧嘩となる。
哲平
演 - 戌井昭人
カエの弟の一人息子。父親の葬式でカエと10数年ぶりに再会。父親譲りのろくでなしで女房に逃げられ、40歳過ぎでプータロー。カエに面倒を見てもらい一緒に暮らすも、カエの貴重品を盗み姿を消す。
翔平
演 - 前田一誠
哲平の息子。哲平の元妻が再婚するにあたり、カエが引き取る。
若いころのカエ
田森美咲
第38話
富士子
演 - 緒川たまき
久松の後妻。23年前、ウェディングドレスの仮縫い後に処女で結婚するのが嫌で、夫に内緒で「布田麻里子」として一度だけアダルトビデオ「お嬢様の秘密」に出演。雑誌を見て一目惚れしたエレクト大木を相手役に指名した。ルミに連れられ夫と共に来店した「めしや」でエレクト大木と23年ぶりに再会。
エレクト大木
演 - 風間トオル （第4,38話）
カリスマAV男優。注文はいつも決まってポテトサラダ。職業柄、実家に疎まれ足が遠のいていたが、母親の体調悪化の知らせを受け、意を決して20年振りに帰省。しかし、母は認知症で息子を認知出来なくなっていながらも、息子を気にかけ続けているという思いを知り、無沙汰をしてきたことに後悔の念にかられる。
塚田
演 - 斉藤陽一郎
小谷
演 - 北上史欧
松木
演 - 野中隆光
上記3人はバンド仲間で、元ヴォーカルの同級生の女性が、アダルトビデオに出演しているのではないか、と疑う。
久松
演 - 小倉一郎
ルミの勤務先の取引会社である久松印刷の社長。早くに妻を癌で亡くし、学生だった富士子を見初めて再婚。以後23年4か月、富士子を大事にしている。長芋のソテーが好物。
アダルトビデオ女優
演 - 葵紫穂
上記バンド仲間3人が話題にする、アダルトビデオパッケージ等
第39話
中塚
演 - 志賀廣太郎
中塚法律事務所弁護士。事務所を閉業する矢先、TVニュースで何十年も所在が分からなかった義弟・ケンタの所在を知り再会する。
ケンタ
演 - 平田満
中塚の父親の再婚相手の連れ子。両親が離婚したため4年間だけ義兄だった中塚によれば、喧嘩っ早いけれど人懐っこいかわいいやつ。東京都営住宅の立ち退き命令に ただひとり反対し抵抗するなか、TVニュースを見て訪ねてきた中塚と再会する。
楠木
演 - 吉村元希
中塚法律事務所職員。
中塚（幼少期）
演 - 山本楽
ケンタ（幼少期）
演 - 鈴木翼
ナレーション
演 - 馬場典子
TVニュースのアナウンサー
第40話
劇場版を含め、過去に出演した人々。

#### 配信一覧
| 回 | 通算話数   | 配信サイト | 放送日          | サブタイトル         | サブタイトルのメニュー以外の出てきた料理 （豚汁定食は除く） | 脚本       | 監督       |
| -- | ---------- | ---------- | --------------- | -------------------- | ----------------------------------------------------------- | ---------- | ---------- |
| 1  | 第三十一話 | Netflix    | 2016年 10月21日 | タンメン             | ジャンボ豚汁定食                                            | 真辺克彦   | 松岡錠司   |
| 2  | 第三十二話 | Netflix    | 10月21日        | アメリカンドッグ     | ホットケーキ、ちくわの磯辺揚げ                              | 向井康介   | 山下敦弘   |
| 3  | 第三十三話 | Netflix    | 10月21日        | トンテキ             |                                                             | 小嶋健作   | 山下敦弘   |
| 4  | 第三十四話 | Netflix    | 10月21日        | オムライス           | なすの漬物                                                  | 大島まり菜 | 松岡錠司   |
| 5  | 第三十五話 | Netflix    | 10月21日        | たまご豆腐           | たまご豆腐丼                                                | 真辺克彦   | 大森立嗣   |
| 6  | 第三十六話 | Netflix    | 10月21日        | 梅干しと梅酒         | ところてん                                                  | 小嶋健作   | 松岡錠司   |
| 7  | 第三十七話 | Netflix    | 10月21日        | 白菜と豚バラの一人鍋 |                                                             | ねじめ彩木 | 小林聖太郎 |
| 8  | 第三十八話 | Netflix    | 10月21日        | 長芋のソテー         |                                                             | 黒沢久子   | 野本史生   |
| 9  | 第三十九話 | Netflix    | 10月21日        | ハムカツ             |                                                             | 武隈風人   | 𠮷田康弘   |
| 10 | 第四十話   | Netflix    | 10月21日        | 年越しそば、再び     | 雑煮                                                        | 向井康介   | 松岡錠司   |

### 第五部
第五部は、2019年10月31日からNetflixオリジナル・シリーズとして、『深夜食堂 －Tokyo Stories Season2－』のタイトルで全10話が「全世界」に配信された。舞台となる「よもぎ町」には、外国人観光客が闊歩するなど世相を反映する演出も含まれている。その後、ファミリー劇場で放映した際は『深夜食堂 5』に、日本で販売したDVDでは『深夜食堂 第五部』にタイトルを変更している。
スタッフ

- 監督 - 松岡錠司、山下敦弘、小林聖太郎
- 脚本 - 真辺克彦、向井康介、小嶋健作、大島まり菜
- フードスタイリスト - 飯島奈美
- 制作 - 「深夜食堂 －Tokyo Stories Season2－」製作委員会

テーマ曲

キャスト
キャスト名横の表記は出演回で、第一部からの通算話数を表示。
主人公
マスター
演 - 小林薫
「めしや」のマスター。本名・経歴不明。飄々とした人柄で、左顔面にワケありの傷跡をもつ。その傷跡が常連客カタギリとの因縁に関するものと窺わせる。
レギュラー

忠さん
演 - 不破万作（第1,2,6-16,18-24,26,28,30,31,33,35-50話）
「めしや」の常連。常にデニム地のキャップをかぶっている。
ルミ
演 - 小林麻子（第2,3,5,7,8,10-12,14,16,19-21,24,25,27,30,31,33,34,36-42,44-46,49,50話）
30歳代のOLで「めしや」常連。「お茶漬けシスターズ」の「たらこ」。
金本
演 - 金子清文（第2,6,7,10,12,14,17,19,20,22,23,25,30,31,33,40,42,46-50話）
「めしや」の常連客。大学に通いながら、新聞配達をしていたが、酒を覚えてから両方ともドロップアウトした過去があると独白。
小道
演 - 宇野祥平（第1,5,6,9-11,13,14,17-21,23-28,30,31,34-36,39,40,42-44,46,50話）
フリーカメラマンで、「めしや」の常連。
ミキ
演 – 須藤理彩（第2,3,5,7,8,10,11,16,21,24,30,34,37,39,40,42,44,45,49,50話）
30歳代のOLで「めしや」常連。「お茶漬けシスターズ」の「梅」。
カナ
演 - 吉本菜穂子（第2,3,5,7,8,10,11,20,24,25,30,36-38,40,42,44,45,50話）
30歳代のOLでで「めしや」常連。「お茶漬けシスターズ」の「鮭」。
小寿々さん
演 - 綾田俊樹（第1,8-12,17,20,24,28,30,31,35,36,40,43,45,49,50話）
ゲイバーを経営するゲイ歴48年のママで、「めしや」の常連。密かに竜を慕っている。甘い味付けの卵焼きを好む。
マリリン
演 - 安藤玉恵（第1,9,10,19,20,26,30,40,43,47,49,50話）
ストリッパーで「めしや」の常連。惚れやすく男の好みに染まりやすく、かつ別れやすいタイプ。「めしや」の常連客にもダンサーとしての彼女に対するファンが多い。福島県の山間部出身。
ゲン
演 - 山中崇（第1,10,11,12,20,24,28,30,35,40,41,49,50話）
健太の実父で竜の手下。竜を襲撃した敵対するヤクザ組織の若頭を刺し、行方をくらましていた。第一話での囮の襲撃により右の掌に刃物傷の跡がある。
夏木いずみ
演 - 篠原ゆき子（第29,30,40-42,50話）
刑事。野口の相棒。相性が合わないからと何度も相棒を変えてきた。
かすみ
演 - 谷村美月（第24,30,36,40,42,48,50話）
小道が恋に落ちる大阪出身の女性で、竹を割った性格の浪花っ子。喫煙者で手巻きたばこで喫煙する。母子家庭で育ち、思い出の料理である紅天（紅生姜の天ぷら）を食べるために食材の紅生姜を持参する。
コウちゃん
演 -吉見幸洋（第11,19,20,24,30,31,40,45,49,50話）
小寿々の店で働くゲイで、時々一緒に「めしや」を訪れる。大阪生まれであまり裕福な家庭ではなかった。
八郎
演 - 中山祐一朗（第4,7,10,19,21,26,27,30,34,38,40,44,47,50話）
地方労働者で「めしや」の常連。エレクト大木のAVのDVDを自らのバイブルとして、常に持ち歩いている。
竜
演 -松重豊（第1,10,11,20,28,30,40,45,49,50話）
地周りのヤクザ・鬼島組の幹部で、「めしや」の常連。過去の想い出から、タコの形で炒めた赤いウインナー炒めを好む。
野口
演 - 光石研（第11,12,19,29,30,36,40-42話）
刑事。竜とは同じ福岡県出身者で学生野球部時代のチームメイト。事件で夫を失った未亡人・佐代子に特別な感情を持ってしまう。気が動転したりすると博多弁でしゃべる。
キミトシ
演 - 高橋周平（第26,30,35,40,43,50話）
マリリンの彼氏。マッサージ師。
足立サヤ
演 - 平田薫（第12,14,17,20,27,28,33,34,40,49,50話）
パチンコ店勤務。お店に来ていつもカウンターで寝てしまい、その表情が幸せそうで常連にうけている。ビールは苦手でマスターは気遣ってメニューにないハイボールを出す。夢の中で兄に唐揚げを取られてしまうのが悔しいから唐揚げを注文するとサヤは話す。
屋台のおじさん
演 - 中沢青六
夏は風鈴屋。肌寒くなるとラーメンも出す。
洲崎つたえ
演 - 野嵜好美
中華料理屋・洲崎飯店の店員。小暮のことが、好き。
小暮
演 - オダギリジョー（第29,30,34,35,36,40,42,43,49,50話）
警視庁新宿警察署よもぎ町交番警察官。マスターから変わり者と評される。
カタギリ
演 - オダギリジョー（第1,2,6,7,9,10,13,16,19,20,34,49話）
「めしや」の常連客。いつも和装で来店し、カウンターにピーナッツを並べ、客たちの会話を聞きながら酒を嗜む。素性など謎に包まれているが、マスターの左目に傷を負わせた張本人で、過去に因縁がある。ユキに占ってもらったのを機に、自分の心を探しに旅立った。口癖は「人生なめんなよ」。第34話で再登場し、ユナの実家のオムライス屋の常連客になっている。
千恵子
演 - 余貴美子
みちるが働く料理店の女将。めしやの常連でめしやのぬか床は千恵子自慢のぬかを足したもの。マスターに、ほの字。
ゲスト

第41話
赤井
演 - 仲村トオル
カリスマゲームクリエイター、全身赤色で統一している。
バーのママ
演 - 山口美也子
第42話
矢田
演 - 村杉蝉之介
雑誌の編集者兼ライター。自分と同じ「ささみチーズかつ」を注文したヒカルに一目惚れする。独身。水瓶座。
ヒカル
演 - 綾乃彩
昼間はデザイン会社のOL、奨学金返済のため、夜はキャバクラでバイトしている。雑誌の占いに一喜一憂している。水瓶座。
第43話
梅じい
演 - 坂本長利
元高校教師。ストリッパーになった教え子のマリリンを応援している。ステージ見学に訪れ、再会を果たす。
みどり
演 - 松永玲子
梅じいが入所する施設の介護士。マリリンの高校の同級生。マリリンとは犬猿の仲。
第44話
森野チズル
演 - 大塚千弘
グラビアアイドル、副業でキャバクラで働いている。年齢とともにグラビアの仕事が減ってきている。
神崎
演 - 柄本佑
若手IT社長。プライベートジェットを所有するほどの金持ち。パーティーで高校時代の憧れの森野チズルと出会う。
チズルの後輩
演 - 樋井明日香
チズルと神崎が出会うきっかけとなるパーティーにチズルを誘う。
第45話
小谷
演 - 高橋和也、青年時代 - 岡山天音
高知県出身。大学で上京。現在は猫カフェなどを経営する経営者。元高校球児。母校が40年ぶりのセンバツ甲子園出場を決めた事で大はしゃぎする。マスターの提案で母校に寄付金を送る。
横川
演 - 池田成志、青年時代 - 伊島空
小谷の高校の同級生で現在は母校の野球部監督。小谷が寄付金を送った事で連絡を寄こし、めしやで大学以来の再会を果たす。
第46話
上原
演 - 池田鉄洋
理容師。夫婦2人でバーバー上原を経営している。顔剃りが上手いと評判。長野県の木曽出身。秋になるときのこソテーを好んで頼む。
キミエ
演 - 平岩紙
理容師。上原の妻。北海道出身で秋になると秋鮭を好んで頼む。友人たちと5泊6日上海ガニ食べまくりツアーに出かける。
小夜子
演 - 筒井真理子
着付けの先生。千恵子の幼馴染。昨年まで結婚して関西にいたが、夫と死別して戻ってきた。めしやで上原の顔剃りの評判を聞き、バーバー上原を訪問する。
第47話
ハルナ
演 - 藤野涼子
声優。副業でテレホンオペレーターをしている。めしやで「きつねうどん」を食べると御利益があるとの噂を聞いて、アキナと共に訪問する。
アキナ
演 - 堀田真由
声優。めしやで「きつねうどん」を食べると御利益があるとの噂を聞いて、ハルナと共に訪問する。
信田ユキオ
演 - 小松和重
かつて一世を風靡したが、現在はスランプ気味の漫画家。めしやに来るときは泥酔している時が多い様子。
第48話
樺山
演 - 勝地涼
パチンコ屋の店員。客として訪れた同じ中学校出身の橘に声を掛ける。
橘
演 - 永山絢斗
中学時代は生徒会長、私立高校に進学してサッカーで県ベスト4、一橋大学に進学した。現在は無職で消費者金融から借金をしている。パチンコ屋で声を掛けてきた樺山からも金を借りる。ひなののヒモ状態。
ひなの
演 - 片山友希
橘の彼女でガールズバーで働いている。橘に依存している。
第49話
リー
演 - ジョセフ・チャン
台湾の映画監督。父親も映画監督で、かつて父の映画で主演を務めた俳優を探しに来日。
第50話
ノリ子
演 - 前田亜季（第19,50話）
日払いバイトで一生懸命仕事をするノリ子をゲンが「めしや」に誘う。
高木清太
演 - 池松壮亮
「そば清」の若旦那。劇場版続編のその後が描かれている。
高木さおり
演 - 小島聖
清太の妻。劇場版続編のその後が描かれている。
札束男
演 - 川瀬陽太
バイト終わりのノリ子に「グラビアアイドルやりませんか」と声を掛け、懐から札束を取り出し、契約金として見せつける。

#### 配信一覧
| 回 | 通算話数   | 配信サイト | 放送日          | サブタイトル     | サブタイトルのメニュー以外の出てきた料理 （豚汁定食は除く） | 脚本              | 監督       |
| -- | ---------- | ---------- | --------------- | ---------------- | ----------------------------------------------------------- | ----------------- | ---------- |
| 1  | 第四十一話 | Netflix    | 2019年 10月31日 | チキンライス     |                                                             | 真辺克彦 小嶋健作 | 松岡錠司   |
| 2  | 第四十二話 | Netflix    | 10月31日        | ささみチーズかつ |                                                             | 小嶋健作          | 山下敦弘   |
| 3  | 第四十三話 | Netflix    | 10月31日        | 小梅のおにぎり   |                                                             | 真辺克彦          | 小林聖太郎 |
| 4  | 第四十四話 | Netflix    | 10月31日        | 手羽先の唐揚げ   |                                                             | 大島まり菜        | 松岡錠司   |
| 5  | 第四十五話 | Netflix    | 10月31日        | 焼きそばパン     |                                                             | 小嶋健作          | 山下敦弘   |
| 6  | 第四十六話 | Netflix    | 10月31日        | 秋鮭ときのこ     |                                                             | 小嶋健作          | 松岡錠司   |
| 7  | 第四十七話 | Netflix    | 10月31日        | きつねうどん     |                                                             | 大島まり菜        | 小林聖太郎 |
| 8  | 第四十八話 | Netflix    | 10月31日        | カレーラーメン   |                                                             | 向井康介          | 松岡錠司   |
| 9  | 第四十九話 | Netflix    | 10月31日        | 甘い卵焼き       |                                                             | 真辺克彦          | 松岡錠司   |
| 10 | 第五十話   | Netflix    | 10月31日        | 蟹と年越しそば   |                                                             | 真辺克彦          | 松岡錠司   |

### その他
- 香港（TVBNV）や、台湾（公視）でも、両シリーズが2011 - 2013年に放送されている。

| MBS 金曜ナイト劇場（土曜0:29 - 0:59（金曜深夜））                 | MBS 金曜ナイト劇場（土曜0:29 - 0:59（金曜深夜）） | MBS 金曜ナイト劇場（土曜0:29 - 0:59（金曜深夜）） |
| 前番組                                                            | 番組名                                            | 次番組                                            |
| ----------------------------------------------------------------- | ------------------------------------------------- | ------------------------------------------------- |
| 帝王                                                              | 深夜食堂                                          | 新撰組PEACE MAKER                                 |
| TBS 木曜0:34 - 1:04（水曜深夜）                                   |                                                   |                                                   |
| 帝王                                                              | 深夜食堂                                          | 新撰組PEACE MAKER                                 |
| MBS 金曜未明（木曜深夜）放送の自社制作ドラマ                      |                                                   |                                                   |
| カルテット 【ここまで第一期】                                     | 深夜食堂2 【ここから第二期】                      | 家族八景 Nanase,Telepathy Girl's Ballad           |
| MBS 金曜0:55 - 1:25（木曜深夜）                                   |                                                   |                                                   |
| やかせて!ソーセージ ※0:55 - 1:40 【この番組までバラエティ番組枠】 | 深夜食堂2                                         | 家族八景 Nanase,Telepathy Girl's Ballad           |
| TBS 水曜0:55 - 1:25（火曜深夜）                                   |                                                   |                                                   |
| 荒川アンダー ザ ブリッジ                                          | 深夜食堂2                                         | 家族八景 Nanase,Telepathy Girl's Ballad           |
| MBS 月曜0:50 - 1:20（日曜深夜）                                   |                                                   |                                                   |
| アゲイン!!                                                        | 深夜食堂3                                         | 女くどき飯                                        |
| TBS 水曜1:11 - 1:41（火曜深夜）                                   |                                                   |                                                   |
| アゲイン!!                                                        | 深夜食堂3                                         | 女くどき飯                                        |

## 韓国語
SBSが2015年に設定を現地に置き換えリメイクした連続テレビドラマ。同年7月4日から2話ずつ放送された。「韓国情緒」を理由に、ゲイとストリッパーは出演しない。ソウル・鐘路の高層ビル群の間にある伝統家屋に位置する「めしや」を舞台としている。日本では、日本語字幕付きのDVDが『深夜食堂 from ソウル』の邦題で、2016年10月からTSUTAYAが先行レンタル、同年11月にDVDボックスが発売された。また、BS-TBSが2017年7月21日から全20話を日本語字幕付きで放映した。

### キャスト（朝鮮語版）
主要なキャスト
マスター
演 - キム・スンウ
リュ（剣崎 竜）
演 - チェ・ジェソン
ミヌ
演 - ナム・テヒョン
金さん
演 - ジョン・ハンホン
ドルパイ（笹原 正男）
演 - ジュ・ウォンソン
太った女（月森 蛍）
演 - バク・ジュンミョン
麺シスターズ（お茶漬けシスターズ）
ごちそう麺（ミキ）
演 - バン・ミンジョン
ビビン麺（カナ）
演 - ジャン・ヒジョン
ヨルム麺（ルミ）
演 - ソン・ファリョン
その他人物
チェリー
演 - ガン・ソヨン
ドンチ（北賢）
演 - ソン・サンギョン

### 放送一覧（朝鮮語版）
| 放送日        |        | 副題（原題）               | 副題（邦題）                               |
| ------------- | ------ | -------------------------- | ------------------------------------------ |
| 2015年7月4日  | 第1話  | 가래떡 구이와 김           | 焼いた餅と海苔                             |
| 2015年7月4日  | 第2話  | 메밀전                     | ソバ粉焼き                                 |
| 2015年7月11日 | 第3話  | 비빔, 열무, 잔치국수       | ビビン、ヨルム、チャンチ麺                 |
| 2015年7月11日 | 第4話  | 모시조개탕                 | オキシジミ汁                               |
| 2015年7月18日 | 第5話  | 햄버그 스테이크 정식       | ハンバーグ定食                             |
| 2015年7月18日 | 第6話  | 돼지갈비 김치찜            | 豚カルビのキムチ煮                         |
| 2015年7月25日 | 第7話  | 삼계탕                     | 参鶏湯（サムゲタン）                       |
| 2015年7月25日 | 第8話  | 버터라이스                 | バターライス                               |
| 2015年8月1日  | 第9話  | 떡갈비                     | 韓国風ハンバーグ                           |
| 2015年8月1日  | 第10話 | 보리굴비                   | 麦クルビ                                   |
| 2015年8月8日  | 第11話 | 양념치킨 볶음밥            | 甘辛チキンチャーハン                       |
| 2015年8月8日  | 第12話 | 피자두                     | 紅スモモ                                   |
| 2015年8月15日 | 第13話 | 골뱅이 통조림              | ツブ貝の缶詰                               |
| 2015年8月15日 | 第14話 | 감자맛탕과 통오징어 떡볶이 | ジャガイモの大学芋と丸ごとイカのトッポッキ |
| 2015年8月22日 | 第15話 | 감자옹심이 미역국          | ジャガイモ団子入りワカメスープ             |
| 2015年8月22日 | 第16話 | 굴소스 마요라면            | オイスターソース マヨラーメン              |
| 2015年8月29日 | 第17話 | 토르티야 반달피자          | トルティーヤの半月ピザ                     |
| 2015年8月29日 | 第18話 | 가자미 구이                | 焼きカレイ                                 |
| 2015年9月5日  | 第19話 | 장조림 돌솥비빔밥          | 肉の煮つけと石焼きビビンバ                 |
| 2015年9月5日  | 第20話 | 가을전어파티               | 秋コノシロのパーティー                     |

## 中国語
中台合作により、設定を現地に置き換え2017年にリメイクされた連続テレビドラマ。亞洲華語版とされ、初回放送日となる2017年6月12日に、中国、台湾及びマレーシアで同日公開した。日本では、日本語字幕付きのDVDが『深夜食堂 中国版』の邦題で、2018年4月に発売された。

### スタッフ（中国語版）
- 監督 - 蔡岳勲（ツァイ・ユエシュン）[105]、胡涵清（フー・ハンチン）[105]
- 脚本 - 陳怡方（チェン・イーファン）[105]、郭萱（グオ・シュエン）[105]、餘家安（ユー・ジアアン）[105]
- 撮影 - 魏聖儒（ウェイ・ションルー）[105]
- 美術 - 成王志（ワン・ジーチェン）[105]、王炳森（ワン・ビンセン）[105]
- 衣装デザイン - 潘倫琳（パン・ルンリン）[105]
- 照明 - 莊勝欽（ジュアン・ションチン）[105]

### キャスト（中国語版）
主人公
老闆（マスター）
演 - 黄磊（ホァン・レイ）
深夜食堂の主人。顔に傷があり無口。一見コワモテだが、常連客からは信頼が厚い。
常連客
蕓（ユン）
演 - 謝承穎（シエ・チェンイン）
大学院の博士研究員。いつも即席麺を頼む、通称“即席麺三姉妹”のひとり。
愛馬仕（エルメス）
演 - 李佳桐（リー・ジアトン）
ブランド好きのキャリアウーマン。“即席麺三姉妹”のひとり。
伊麗莎白（エリザベス）
演 - 呉昕（ウー・シン）
ロリータファッション好きの天然系OL。“即席麺三姉妹”のひとり。
姚小壽（ヤオ・シャオショウ）
演 - 姚安濂（ヤオ・アンリエン）
夏日クラブのオーナー。“街一番の洒落者”と呼ばれる。定番は、卵焼き。
馬玲玲（マー・リンリン）
演 - 楊壹童（ヤン・イートン）
近所の人気No.1ストリッパー。惚れっぽく、男によって食べ物の好みも変わる。
忠（ジョン）
演 - 單承矩（シャン・チョンジュー）
毎日一番乗りの客。クラブ通いをこよなく愛する男。玲玲のファン。
島（ダオ）
演 - 謝海東（シエ・ハイドン）
しましまTシャツに、くたくたハットがトレードマーク。玲玲のファン。
郝用（ハオ・ヨン）
演 - 黄浩詠（ホァン・ハオヨン）
不動産会社勤務の多忙なサラリーマン。定番は、から揚げとビール。
孫健（スン・ジェン）
演 - 孫陽（スン・ヤン）
真ん中分けのサラサラヘアがトレードマークの保険会社外交員。定番は、から揚げとビール。
龍（ロン）
演 - 宋洋（ソン・ヤン）
港湾運送業者。“その道の人”に勘違いされることが多い。定番は、たこさんウィンナー。
賢（シェン）
演 - 蒋雪鳴（ジアン・シュエミン）
港湾運送業者。龍の弟分。ガラは悪いが気のいい男。
李（リー）
演 - 周帥（チョウ・シュワイ）
刑事。龍の大学時代の同級生。とある事件がきっかけで、深夜食堂の常連に。

### エピソード（中国語版）
高菜漬け入り牛肉麺・高菜と蟹の麺（第1話・第2話）
- 日本版第3話「お茶漬け」が基となっている。

張軒（チャン・シュエン）
演 - 陳柏融（チェン・ボーロン）
エリザベスの恋の相手。エリザベスが深夜食堂に連れてきたことがきっかけで、蕓とも深い仲になり、エルメスにも言い寄る軽い男。
田麩（でんぶ）ご飯（第2-4話）
- 日本版第2話「猫まんま」が基となっている。

奇奇（キキ）
演 - 徐嬌（シュー・チャオ）
田舎から出てきた歌手志望の少女。行き倒れているところをマスターに見つけられ、深夜食堂の2階に居候することになる。
楊（ヤン）
演 - 劉昊然（リウ・ハオラン）
有名な音楽プロデューサー。奇奇をプロデュースすることになる。
揚げパン包み（第4話・第5話）
- 本作の監督である蔡岳勲の代表作『流星花園』のパロディ回ともなっている。

駱佳佳（ルー・ジアジア）
演 - 陳彦妃（エッダ・チェン）
陳たちの高校時代のマドンナ。結婚を控えており、陳たちに「花の4人組」を再結成して結婚式で歌ってほしいとお願いする。
陳霆（チェン・ティン）
演 - 蔡鷺（ツァイ・ルー）
佳佳の同級生で、今はサラリーマン。子持ちの既婚者。高校時代には、人気アイドル・F4をマネて「花の4人組」というグループを組んでいた。好きだった佳佳のために、しばらく会っていない蔡と袁の捜索を李刑事に依頼する。
方小円（ファン・シャオユエン）
演 - 方家翊（ファン・ジアイー）
佳佳の同級生で、今は冴えない太った銀行員。「花の4人組」では自称・周渝民（ヴィック・チョウ＝花澤類）担当。
蔡有方（ツァイ・ヨウファン）
演 - 張瑞涵（チャン・ルイハン）
佳佳の同級生で、今はスポーツジムの器具メンテナンス担当。陳と同じく、佳佳のことが好きだった。
袁遅（ユエン・チー）
演 - 遅嘉（チー・ジア）
佳佳の同級生で、今は母校の教師。
タコさんウィンナーと卵焼き（第6話）
- 日本版第1話「赤いウインナーと卵焼き」が基となっている。

義（イー）
演 - 陳為民（チェン・ウェイミン）
龍の兄貴分。
ボス
演 - 傅雷（フー・レイ）
龍の会社のボス。義が何者かと商談するとの情報から、探るよう龍に命ずる。
トニー
演 - 張翰（チャン・ハン）
義に商談を持ちかけた男。埠頭への貨物の搬入に手を貸すよう、龍に依頼する。
天使のハンバーガー（第7-9話）
- 天使のハンバーガーとは、野菜を細かく刻み練り込んだ特製のハンバーガー。

マーク
演 - 趙又廷（マーク・チャオ）
耳が不自由で、字も読み書きができない船乗り。ある日、赤ん坊が捨てられているのを見つけ、育てるために船を降り、船の修理工として働く。
楽楽（ルル）
演 - 馬千壱（マー・チエンイー）
マークに拾われた少女。野菜嫌い。
厳（イェン）
演 - 趙自強（チャオ・ズーチアン）
龍の紹介でついた、マークの担当弁護士。
艾真（アイ・チェン）
演 - 戚薇（チー・ウェイ）
楽楽の実の母。大企業の経営者で、楽楽を誘拐された。
蛤の酒蒸し（第9話・第10話）
- 日本版第13話「あさりの酒蒸し」が基となっている。

蓮（リエン）
演 - 恬妞（ティエン・ニウ）
深夜食堂でベロベロになるまで酔い、周りに迷惑をかける女性客。手に負えなくなると、マスターが丈に電話をする。
丈（ジャン）
演 - 銭泳辰（チエン・ヨンチェン）
酔った蓮を迎えにいく孝行息子。恋人の小柔と同じ学校で体育教師をしており、彼女が次に赴任する新設校で体育主任をする話が出ている。
苑小柔（ユエン・シャオルオ）
演 - 許薇（シュー・ウェイ）
丈の恋人。新設校の副校長になることが決まっている。
スノーダンス（第11話・第12話）
- スノーダンスとは、パチパチ飴をふりかけた特製のコーラフロート。

胡西西（フー・シーシー）
演 - 胡冰卿（フー・ビンチン）
先天性の心疾患を抱えた女の子。
任里昂（レン・リアン）
演 - 蕭敬騰（ジャム・シャオ）
脳に膠芽腫を抱えたバイカーの青年。
醤油やきそば（第12-14話）
- 日本版第8話「ソースやきそば」が基となっている。

孫可唯（スン・コーウェイ）
演 - 張鈞甯（チャン・チュンニン）
ガールズユニット出身の人気女優。自らの生い立ちに酷似した映画のオファーが来て、仕事を受けるのをためらっている。「卵サンド」の回（第19話）にもカメオ出演している。
孫尚（スン・シャン）
演 - 隋詠良（スイ・ヨンリャン）
マスターの落とした財布を拾ったホームレス。
傷心涼粉（第14話・第15話）
- 涼粉（りゃんふん）とは、緑豆などを原料にしたトコロテンに似た食べ物。傷心涼粉は成都郊外にある洛帯の名物料理で、激辛なのが特徴。

小泉（シャオチュエン）
演 - 應采兒（チェリー・イン）
恋多き美人客室乗務員。失恋をするたびに深夜食堂を訪れ、傷心涼粉を食べながら泣いた後、酔っぱらって傷を癒やす。
高松（ガオ・ソン）
演 - 郭林（グオ・リン）
ハイヤーの運転手。深夜食堂帰りの小泉を送り、彼女に恋をする。
運転代行の青年
演 – 瞿澳暉（チュー・アオフイ）
酔った高の代行に呼ばれ、彼と仲良くなる。
紅焼肉（第16-18話）
- 紅焼肉（ホンジャオロウ）とは、豚の角煮に似た中華料理。

蘇哲明（スー・ジョーミン）
演 - 金士傑（ジン・シージエ）
大学の医学部で学部長まで務めた元名医。脳卒中の後遺症で体が不自由になってしまった。口が悪いため介護人が次々と辞めていってしまう。
孫翠芳（スン・ツイファン）
演 - 梁静（リャン・ジン）
哲明の介護を担当する女性。故郷に息子を残して出稼ぎのためやってきた。ひどく訛っているため、哲明らに馬鹿にされる。
卵サンド（第19話・第20話）
- 日本版第7話「タマゴサンド」が基となっている。「醤油やきそば」の回（第12話 - 第14話） に登場した孫可唯（張鈞甯）が、第19話で1シーンのみ出演する。

林小桑（リン・シャオサン）
演 - 洪晨穎（ホン・チェンイン）
女優志望の女の子。エキストラとして撮影中に足をひねり、夜道をとぼとぼ歩いているところに蔡が通りがかり、深夜食堂に連れてこられる。
蔡智勇（ツァイ・ジーヨン）
演 - 徐開騁（シュー・カイチョン）
新聞配達をする勤労学生。大学でジャーナリズムを専攻する記者志望。
再びタコさんウィンナー（第20話・第21話）
- 日本版第11話「再び赤いウインナー」が基となっている。

李牧美（リー・ムーメイ）
演 - 盧茜（ルー・シー）
龍と李刑事の大学時代の同級生。龍が道を外れる原因となった出来事にも関わっていた。病を患い入院中で、先が短い。
東北ちまき（第21話・第22話）
- 原作第2巻「トイレの客」が基となっている。東北ちまきとは、東北地方で食される棗（なつめ）を使用したちまき。

タテジマ／梁浩実（リャン・ハオシー）
演 - 修杰楷（シウ・ジエカイ）
深夜食堂に駆け込むなり、毎回トイレを借りる客。島と仲が良く、ストライプのシャツをいつも着ていることから、店では“タテジマ”というあだ名をつけられる。自転車で地図サイトの画像撮影をする仕事をしており、以前は東北地方にいた。
暁蓉（シャオ・ロン）
演 - 張雯（ジャン・ウェン）
タテジマが代筆したラブレターを受け取っていた女性。
回鍋肉（第22-25話）
- 日本版第6話「カツ丼」が基となっている。

勝（ション）／文中勝（ウェン･ジョンション）
演 - 江奇霖（アジョー・ジャン）
ボクサー。試合に勝った日は必ず深夜食堂で回鍋肉を注文する。主催者の意向に背き八百長をしなかったため、干される。その後は、地下格闘技に転向。深夜食堂にいた明美に一目惚れする。
明美（ミンメイ）
演 - 于小恵（ユー・シャオホイ）
クーコーの母親。夫を事故で亡くしており、レストランやバーで働きながら息子を養っている。
クーコー
演 - 蔡豊澤（ツァイ・フォンゾー）
明美の息子。勝に懐いており、勝にもかわいがられている。本当の名前は酷哥（クーゴー）だが、うまく言えない。
ジョー
演 - 湯志偉（タン・ジーウェイ）
勝の所属する高弟ボクシングジムのマネージャー。
娟（ジュエン）
演 - 丁寧（ディン・ニン）
明美と同じバーで働く女性。明美の恋を応援している。
カストロ・オズ
ボクシングの王者。試合相手を殴り殺し、資格停止処分を受けた。
醤油（第25話・第26話）
- 醤油炒飯、醤油かけご飯、豚足の醤油煮が登場する。

姜志忠（ジアン・ジージョン）
演 - 張衛（ジャン・ウェイ）
醤油職人。病で倒れ、入院中。大山が家業の醤油工場を継ぐことを望んでいる。
姜大山（ジアン・ダーシャン）
演 - 魏千翔（ウェイ・チェンシャン）
志忠の息子。ジョセフ・ワンダーという名で、ファッションデザイナーとしてパリで成功し、ラガーフェルドも認める才能をもつ。家業を継ぐのが嫌で、夢を叶えるべく家を出たが、マスターから志忠が倒れたとの連絡を受け、帰ってくる。
伊佛（イブ）
演 - 楊謹華（シェリル・ヤン）
大山の公私に渡るパートナー。
蟹入り小籠包（第26話・第27話）
胡安琪（フー・アンチー）
演 - 馮若綺（フォン・ルオチー）
賢の幼なじみで、賢の祖母のもとでピアノを習っていた女性。ピアニストとして活躍。
賢の祖母
演 - 唐嘉群（タン・ジアチュン）
両親に捨てられた賢の育ての親。ピアノ教室を営んでいた。蟹入り小籠包が得意だった。
缶詰（第27話 - 第29話）
- “桃の食べ頃”という、桃の缶詰を使用したマスター特製料理が登場する。

明明（ミンミン）
演 - 葉青（イエ・チン）
玲玲のいる“Mハウス”で働くダンサー。深夜食堂に缶詰をストックして、節約している。絵を描くのが趣味。
莫華（モー・ホア）
演 - 張国柱（チャン・グオジュー）
世界的建築家。明明に恋をすることで、仲間たちから非難を受ける。
魚香肉絲（第29-31話）
- 日本版第5話「バターライス」が基となっている。魚香肉絲（ユーシャンロースー）とは、細切り肉を甘辛く炒めた中国ではポピュラーな料理。名前に入っているが、魚は使われていない。

高遠（ガオ・ユエン）
演 - 任賢齊（リッチー・レン）
流しのギター弾き。魏とは幼なじみで、自分で調理した魚香肉絲を分けて食べていた。よく出入りする“ヒマワリ食堂”の客入りが悪く困っている。
魏然（ウェイ・ラン）
演 - 賈景暉（ジア・ジンフイ）
「悪魔厨房（デビルキッチン）」という料理競技番組に出演する著名な料理評論家。通称、必殺料理人。料理する高に憧れ、料理人を目指していた。
楊穎（ヤン・イン）
演 - 任容萱（キミ・レン）
“ダイニング カローナ”のオーナーシェフで、「悪魔厨房」の出場者。魏然を脅し、上位入賞を諮る。
カレーライス（第31話・第32話）
- 日本版第30話「年越しそば」でも描かれた年越しが舞台となっている。

小艾（シャオアイ）
演 - 建澤正（ジエン・ゾージョン）
深夜に配達を行う“深夜便”で働く青年。忠の所有するアパートに下宿しており、歳の離れたエルメスから好意を寄せられる。いつも料理を2人前注文する。醤油やきそばの回（第14話）で孫可唯（張鈞甯）からの鍵をマスターに届けている。
生姜炒飯（第32-34話）
王海芬（ワン・ハイフェン）
演 - 海青（ハイ・チン）
深夜食堂の常連で、玲玲や賢と仲が良い。19歳で莉莉を妊娠し、李凱と結婚するものの、李凱の浮気で離婚。アルツハイマー病を患っている。
李凱（リー・カイ）
演 - 李洺中（フレデリック・リー）
海芬の元夫。
王莉莉（ワン・リーリー）
演 - 朱顔曼滋（ジューイエン・マンズ）
海芬の娘。現在は海外で暮らしており、ジャックとの挙式を控え、帰国した。
ジャック
演 - 周厚安（アンドリュー・チャウ）
莉莉の恋人。アメリカ人
莎莎（シャーシャー）
演 - 曾珮瑜（ペギー・ツェン）
李凱の内縁の妻。海芬と李凱の別れる原因となったが、いまだ籍は入れていない。病気になった海芬の代わりに莉莉の面倒を見ていた時期があり、自分も母親のようなものだと主張する。
魚汁蒸蛋（第34-36話）
- 日本版第14話「にこごり」が基となっている。魚汁蒸蛋とは、魚の出汁を使った茶碗蒸しのような料理。

蒋明（ジアン・ミン）
演 - 鄒承恩（ジェイソン・ツォウ）
マスターに弟子入り志願をする青年。丸焼き家鴨の専門店の跡取り息子だが、分子美食学を取り入れた新時代の料理を追究し、故郷を離れ有名料理店で修行するも、自信家な性格が揉め事を引き起こし、クビになる。一目惚れした郁美を尾行し、深夜食堂にやってくる。
郁美（ユーメイ）
演 - 施詩（シー・シー）
昔食べた魚汁蒸蛋を求めて、マスターに試作をしてもらう常連客。失語症のため就職が困難で、ヌードモデルとして働いている。人気女優・孫可唯のダブルボディをするほど売れっ子。
揚げ白玉（第36話・第37話）
- 紅白の揚げ白玉は、夫婦円満の象徴として中国では正月によく食べられていた。白は素材のまま、赤はドラゴンフルーツの果汁が練り込まれている。

小梅（シャオメイ）
演 - 陳意涵（アイビー・チェン）
揚げ白玉を求めて深夜食堂にやってくる客。自由奔放で、「即席麺三姉妹」をパシリに使う。元夫・マイクとの間の子を妊娠中。
小月（シャオユエ）
演 - 馬蘇（マー・スー）
小梅の姉。一流大学卒で、広告代理店の経営者。仕事も家庭もうまくこなしている。
李維（リー・ウェイ）
演 - 郭鑫（グオ・シン）
小月の夫。エリートサラリーマン。浮気癖がある。
喜相逢・鶏蛋餅（第37-39話）
- 喜相逢（シーシャンフォン）は、子持ちししゃものフライ。鶏蛋餅は、卵と小麦粉を溶き薄く焼いたもの。その他に、玲玲の元カレの好物として、イカ墨炒飯、スペアリブの蒸し物、チンゲン菜とキノコのつまみ、オクラのつまみが登場する。

面條
演 - 白恩（バイ・エン）
ストリートダンサー。玲玲に踊りを教える。妻と娘がいる。
高拔（ガオ・バー）
演 - 白一翔（バイ・イーシアン）
玲玲の働く“Mハウス”の客。玲玲のファンで、プロポーズをする。